# 埴生
埴生（はぶ）は、日本国山口県山陽小野田市西端部の地名。下関市と宇部市のほぼ中間に位置し、周防灘（瀬戸内海）に面する。国道2号と国道190号の結節点であり、山陽オートレース場が所在する。
当項目では大字埴生を中心に、かつて厚狭郡埴生町（村制時代は生田村）であった区域にある大字福田（ふくだ）、大字津布田（つぶた）を併せた、山陽小野田市の埴生地域について解説する（以後「大字」は省略する）。埴生町・生田村については#近現代において扱う。
埴生地域の総人口は4,918 人（2020年10月1日現在）、総面積は24.63 km²である。

## 地理

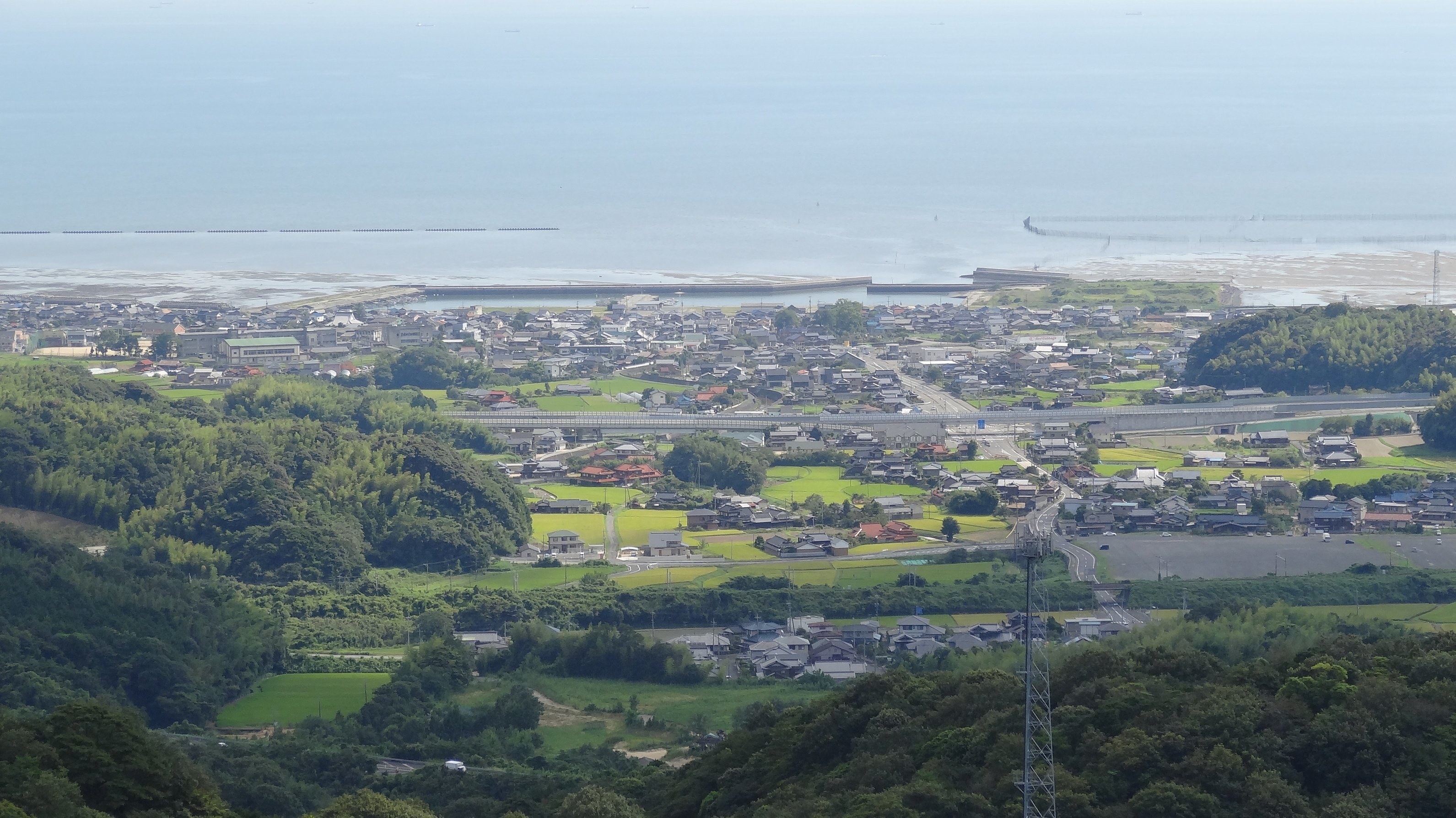
埴生の中心集落（石山公園より撮影）

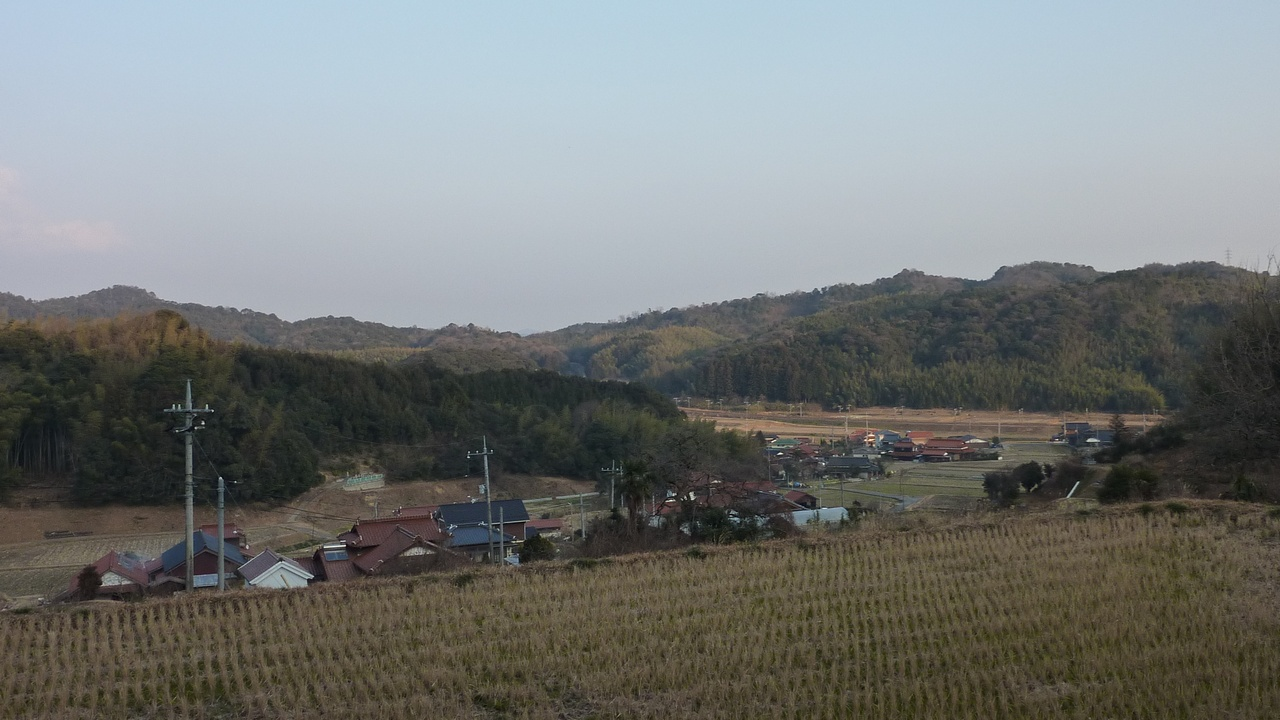
丘陵地（下福田）

山陽小野田市西部の海岸平野（埴生低地）に位置し、周辺を石山山地、津布田丘陵などの丘陵地に囲まれている。下関市に隣接しており、同市と密接な関係を持つ地域である。中心集落（埴生字上市から字浜崎にかけての海岸沿いの地域）は埴生低地に形成された漁村集落であり、周辺の福田・津布田は農業を主とする。
おもな河川としては、糸根川が大持集落（おおもつ、埴生の北部に位置）から、前場川が北東部の福田からそれぞれ南流し、周防灘へ注ぐ。埴生低地は両河川の下流部に広がる谷底平野である。南東部の津布田には三畳紀の炭田（無煙炭）が広がり、昭和中期まで採掘が行われていた。

### 気候
埴生（山陽小野田市）は瀬戸内海式気候と太平洋側気候の接点にあたり、両気候の性質を併せ持った気候となる。埴生にアメダスは設置されていないが、旧山陽町の1971年から1980年の統計によると、年平均気温は15 ℃、年平均降水量は約1,600 - 1,700 mm、降雪日数は年4日という。降水量の3分の1は梅雨期に集中する。

### 人口の推移
| 年     | 大字埴生 | 大字津布田 | 大字福田 | 合計  | 出典     |
| ------ | -------- | ---------- | -------- | ----- | -------- |
| 1995年 | 4,964    | 1,595      | 290      | 6,849 | 国勢調査 |
| 2000年 | 4,702    | 1,606      | 262      | 6,570 | 国勢調査 |
| 2005年 | 4,512    | 1,499      | 253      | 6,264 | 国勢調査 |
| 2010年 | 4,159    | 1,374      | 237      | 5,770 | 国勢調査 |
| 2015年 | 3,921    | 1,250      | 210      | 5,381 | 国勢調査 |
| 2020年 | 3,639    | 1,082      | 197      | 4,918 | 国勢調査 |

## 歴史

### 古代以前
埴生地域においては縄文時代・弥生時代の遺跡は希薄であるが、これは1980年代時点でほとんど調査がなされていなかったことが理由である。古墳時代後期には津布田に平松古墳群が築造され、古墳時代末期には、埴生にも複数の円墳が築造された。
『延喜式』には山陽道の駅家として「埴生」が記されている。これが地名としての「埴生」の初出である。

### 中世
鎌倉時代初頭の埴生地域内には石清水八幡宮の荘園として埴生荘・津布田荘がおかれていた。文献上では埴生荘は承安元年（1171年）、津布田荘は仁治元年（1240年）がそれぞれ初見であり、埴生荘は文安2年（1445年）においても存続していた。後に厚狭郡東部（当時は便宜的に「厚東郡」と呼称）を拠点とする厚東氏が当地へも勢力を及ぼすようになったが、室町時代初期（1368年以降）に厚東氏が滅亡し、長門国が大内氏の支配下となった後は、大内氏諸氏の所領がみられるようになる。

### 近世

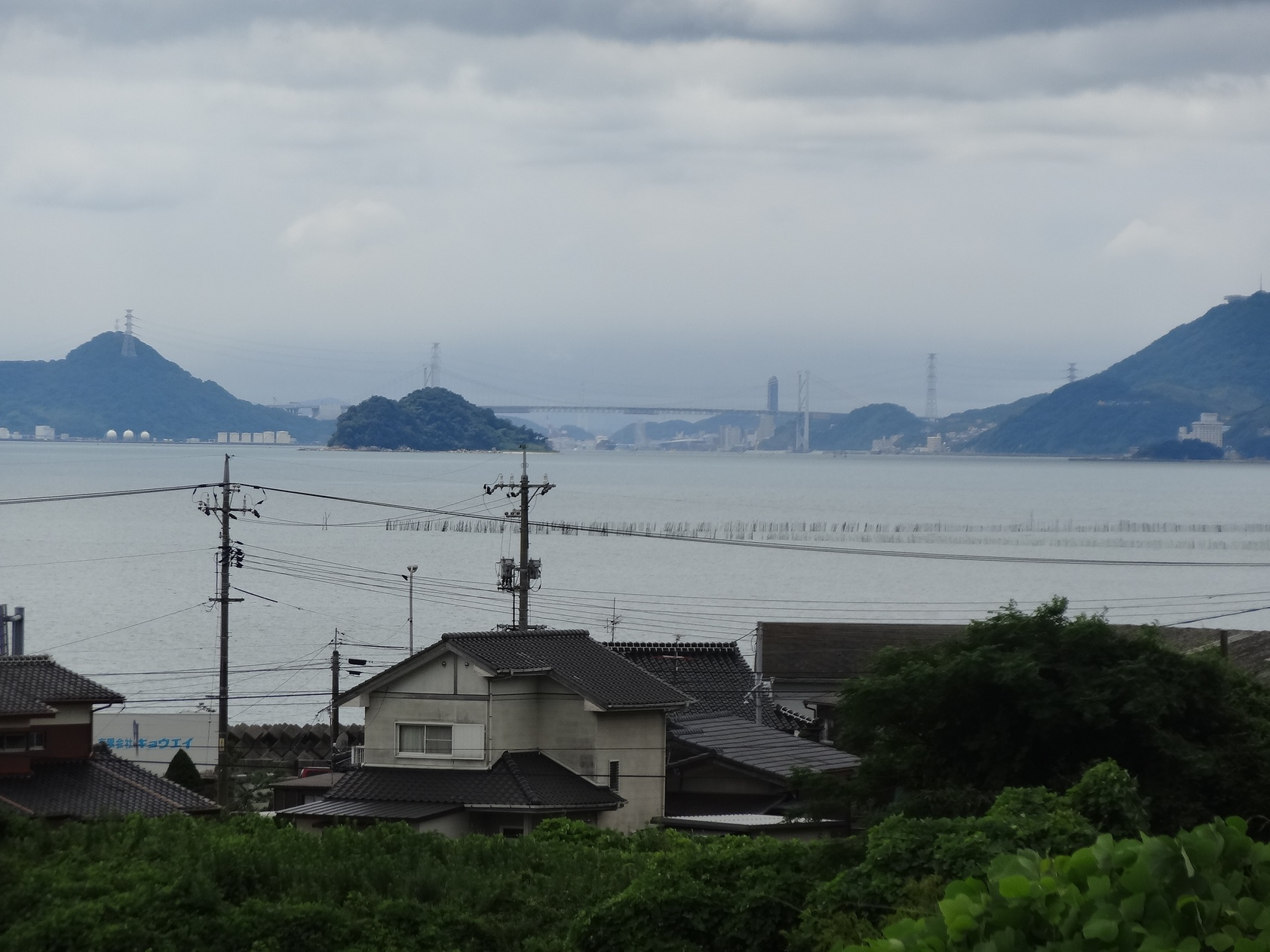
埴生地域から九州方面を望む（2014年撮影）

近世（江戸時代）の埴生地域は萩藩領（毛利氏、一部は支藩の長府藩領）となり、吉田宰判が地域の支配に当たった。萩藩領は蔵入地（直轄領）と給領地（藩士の知行地）に大別され、埴生村は蔵入地が多く、津布田村はほぼ全域が給領地（榎本氏の所領）であった。地域内には当初、埴生（史料により字体が異なる）、津布田の2村があり、江戸時代中期に埴生村から福田村が分立したが、同村は以後の史料でも埴生村の一部とされることがあった。史料によっては大持（おおもつ）、小埴生（おはぶ）が独立した村として記載されており、江戸時代後期の天保期（1830年代ごろ）には埴生村が埴生浦・小埴生村・大持村に分割された（1879年に再び埴生村に復している）。これは長府藩領の飛地が埴生村内にあったためだとされており、実際に福田・小埴生・大持の3村は長府藩の支配下であった。
この時代の山陽道（西国街道）は「厚狭 - 埴生 - 小月」から「厚狭 - （福田） - 吉田 - 小月」経由に変更され、埴生は枝道（脇街道）の扱いとなった。ただし枝道であっても九州方面への近道となることから利用は多く、年代は不明であるが、枝道との分岐点（山野井村）には「下関や九州への渡航」を禁止する立て札が立てられていたという。山陽道が通過する福田には一里塚がおかれていた。
慶長5年（1600年）の検地における石高は埴生村が約1,560石、津布田村が約785石であった。

### 近現代

#### 行政区域の変遷
1871年の廃藩置県とそれに伴う府県合併により山口県が発足する。その後、大区小区制を実施することとなり、1874年1月に旧来の吉田部（1869年に吉田宰判から改称）が山口県第13大区に改称、1875年8月には埴生・津布田・福田および郡村の一部をもって第10小区がおかれた。1878年に郡区町村編制法が制定されたことに伴って大区小区制は廃止され、旧来の郡・村が復活することとなり、翌1879年には厚狭郡が（郡役所は船木村に設置）、そして埴生・津布田・福田の3村が再発足した。1884年になると埴生・津布田・福田の3村を管轄する連合戸長役場が埴生村の埴生市におかれることとなった。これが後述する生田村（いくたそん）の前身となる。
1889年4月1日の町村制施行に伴い、埴生・福田・津布田の3村が合併し生田村として発足、1948年6月1日に町制施行し埴生町（はぶちょう）と改称した。いわゆる昭和の大合併により1956年9月30日に厚狭町と合併し、山陽町の一部となり、自治体としての埴生町はこのときに消滅した。さらに2005年3月22日には山陽町と小野田市が合併し、山陽小野田市の一部となった。

#### 生田村時代
生田村（いくたそん）は1889年4月1日の町村制施行に伴い、埴生・福田・津布田の3村が合併し発足した。県の当初案による村名は「埴田村」であったが、戸長から「生田村」への変更案が上申され、それが認められることとなった。
1913年8月27日には生田村役場が火災に遭い、2階建の庁舎が全焼した。同時に村会議事録も焼失したことから、明治期における埴生地域の動向をつかむことは、ほとんど不可能となっている。
1912年における生田村の産業は農業・漁業が中心であった。職業別戸数の割合では農業が42.1%、漁業が24.9%であり、商業は18.7%、これに対し工業は1.9%にすぎなかった。金融機関については1899年10月に小野田銀行埴生出張所がおかれ、1920年8月に支店に昇格、1923年には百十銀行との合併により、同行の出張所となった。百十銀行は山口銀行の前身であるが、山口銀行としての進出は1949年のことである。
総人口は1930年が4,229人、1945年が5,810人、1956年が8,994人であった。戦時下に人口が増加したのは、村内の炭鉱へ従業員が集まったことと、疎開者の転入が増えたことが原因である。炭鉱の活況とともに、炭鉱従事者と漁業従事者の数がほぼ同じ（1950年時点でいずれも約8%ほど）にまで増加したことから、1948年6月1日に町制を施行し、埴生町と改称した。
1942年8月27日には周防灘台風が襲来し、高潮の被害を受けた。生田村では1,660人が罹災し、1名の死者を出した。

#### 厚狭町との合併
1953年9月に町村合併促進法が制定され、いわゆる「昭和の大合併」が推し進められることとなった。町村の適正基準は人口8,000人とされ、埴生町はそれを上回っていたが、翌1954年2月に山口県から示された計画案では「厚狭郡西部の厚狭町・埴生町・王喜村・吉田村の4町村で、新市を構成すること」が求められた。
案を受けて埴生・王喜・吉田の3町村は、4町村で合併すると東端の厚狭が中心地となる懸念から、「先に3町村が合併し、後に厚狭町を加える」方向で進めようとしたが、この案は解消され、同年7月に同年10月1日付の合併を目標とした「合併促進協議会」が設立された。4町村の合併に最も熱心だったのは埴生町であった。これは新市の中央に位置し、市役所が設置される可能性を期待したためである。しかし、王喜・吉田両村は下関市への編入を希望し、1955年7月1日に同市へ編入されたことで合併計画は頓挫した。
1956年になって厚狭・埴生両町の合併話が浮上する。しかし、当時の埴生町は下関への通勤者が多く、買い物も下関・小野田方面が中心で厚狭との交流が乏しく、下関もしくは小野田との合併を望む声、そして適正規模であるとして「単独町制」の声に4分されていた。当時、厚狭町の財政が悪化していた（合併前日の1956年9月29日に財政再建団体に指定され、合併後の山陽町にも継承されている）ことも懸念材料とされた。1956年5月末に合併促進協議会が設立され、7月31日には「下関もしく小野田との合併を前提とした合併でありたい」、すなわち「第二次合併」も視野に入れるという方向性を示した。これは、下関市が埴生町を編入する意向がなかったにもかかわらず、依然として下関市への編入を希望する声が強かったためである。8月24日には町名を「山陽町」と決定、9月30日に厚狭町と合併し、山陽町が発足し、自治体としての埴生町の歴史に幕を下ろした。
山陽町発足後、最初の課題はこの「第二次合併」であった。下関市の山陽町を編入しない意向は変わらず、美祢市と楠町（現在は宇部市の一部）からも断られ、最終的には小野田市が唯一の交渉相手となった。1957年9月6日に住民投票を実施し、合併賛成が4,719票、合併反対が7,056票となり、第二次合併問題は一応の終結をみることとなった。

#### 干拓工事

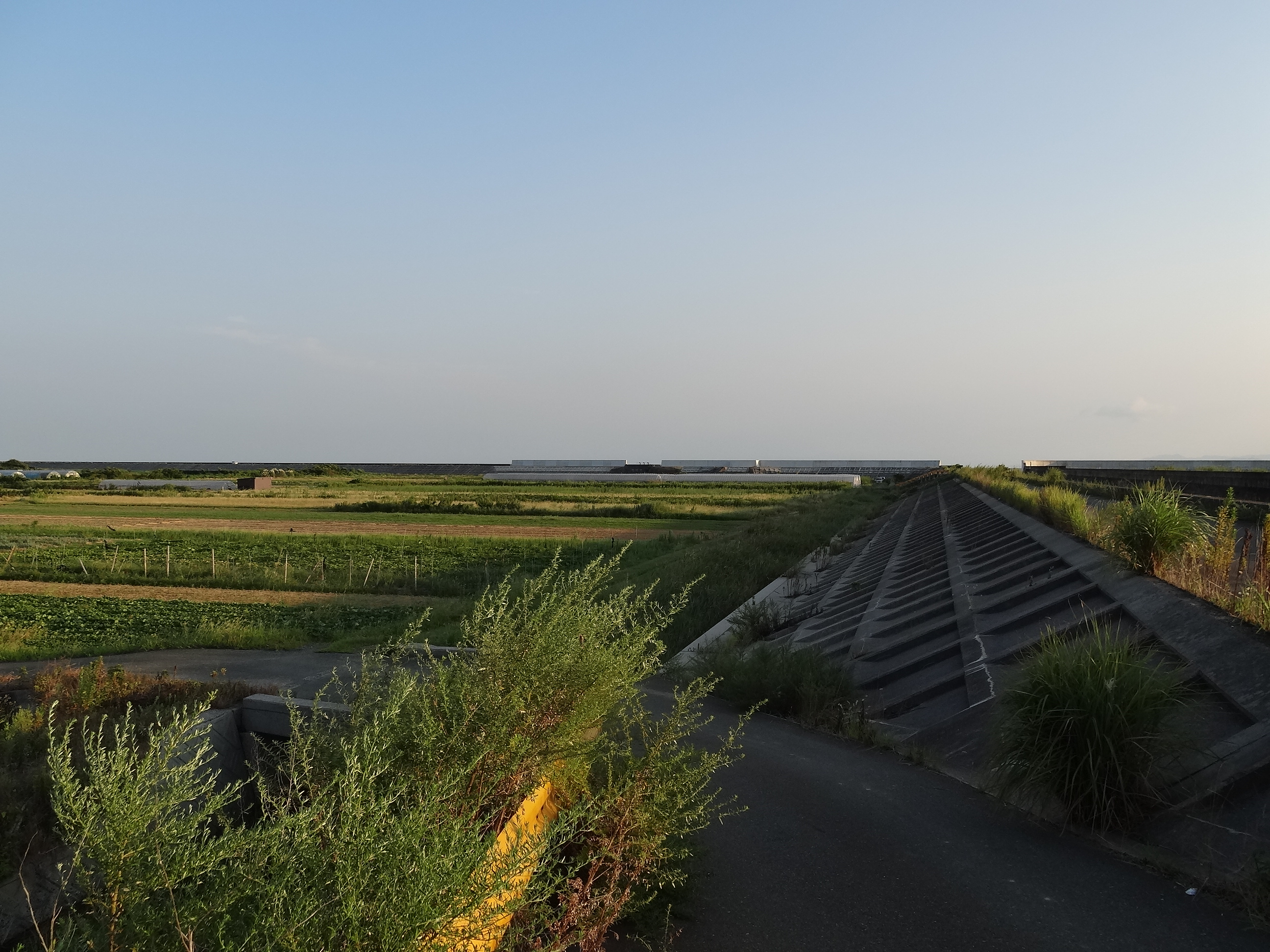
埴生干拓

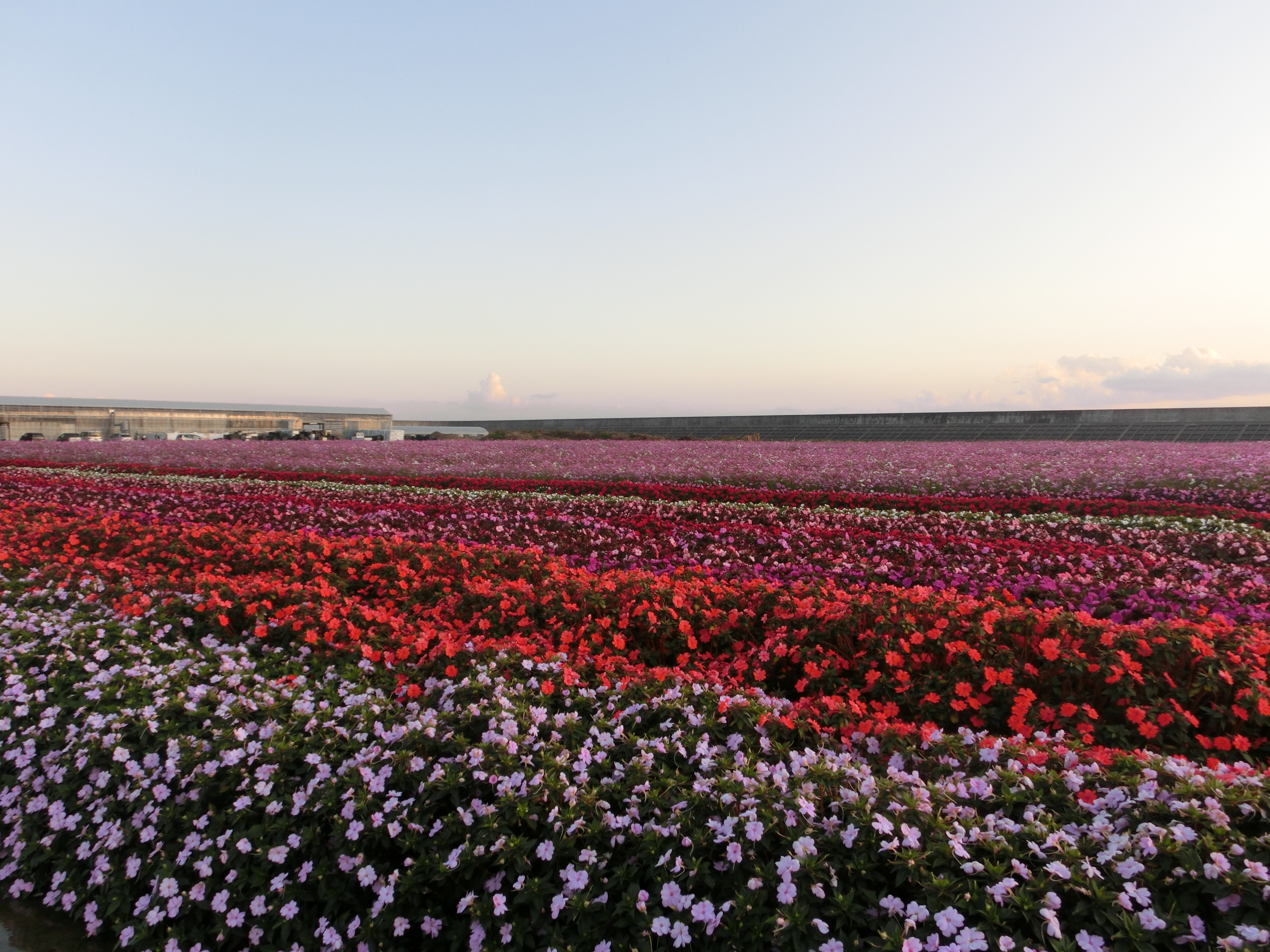
花の海

埴生干拓は1954年に「王喜干拓埴生工区」として造成が認められ、1962年に着工、総工費約5億2,000万円をかけて1966年5月に53.5ヘクタールの土地が完成した。しかし、同時期より米余りが叫ばれ減反政策が採られるようになったことから、入植者公募は初期を除き1982年まで行われなかった。埴生干拓は長らく放置状態であったが、21世紀に入ってから観光農園「花の海」が進出している。

## 産業

### 漁業

埴生漁港（2006年）

埴生漁港（第1種）が所在する。2018年時点の組合員数は27人、漁船数は26隻。陸揚げ量は属人・属地いずれも518.6トンで、そのうち貝類で491トンを占めていた。同年における陸揚げ金額は0円であった。
2001年時点では養殖：沿岸漁業 = 8：2の割合で操業しており、アサリの採貝を主としていた。同年における陸揚金額は約2億1,500万円であった。養殖は1980年代時点ではノリ・クルマエビ・ガザミが中心であった。なお、埴生漁港には山口県漁業協同組合の埴生支店が置かれており、遅くとも2021年までは山陽小野田市・下関市の周防灘側を統括する
「本山以西統括支店」の機能も有していた。

### 商業

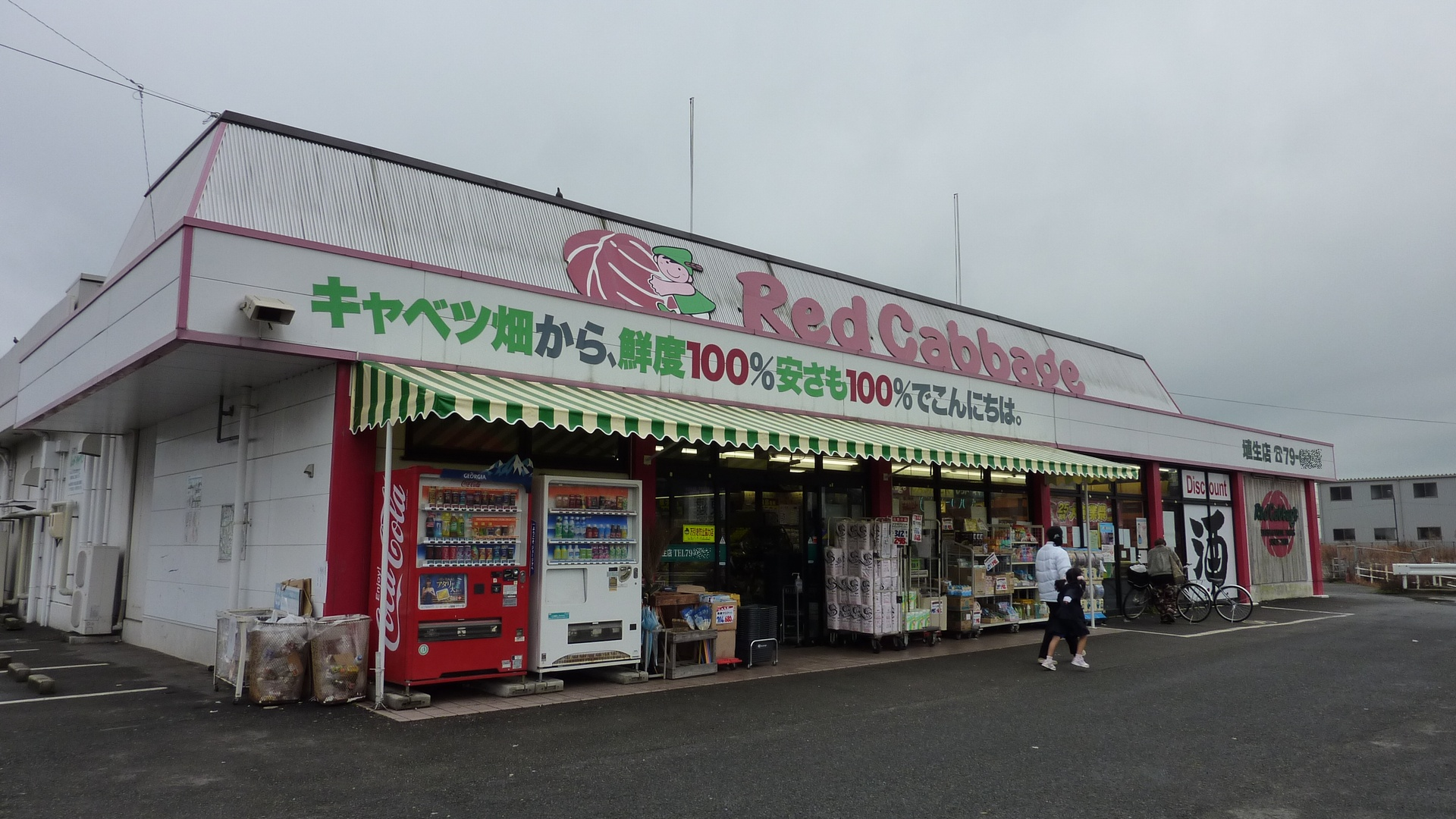
かつてのレッドキャベツ埴生店（2010年撮影、2019年閉店）

中心集落に商店が並び、国道190号沿いに複数のロードサイドショップが立地するが、市全体としてみれば小規模である。地域内にはホームセンターのコメリ、コンビニエンスストアのセブン-イレブン、ファミリーマート、ローソンが所在する。上述の通り、昭和中期より大きな買い物は周辺の下関、小野田で済ませる傾向がある（旧山陽町全体でも同様のことがいえた）。近隣の大型店舗としては下関の「ゆめタウン長府」、小野田の「おのだサンパーク」などが挙げられる。津布田の県道津布田郡線沿いには飲食施設（特に割烹・料亭）が連なっている。かつて（1980年代から2019年）はスーパーマーケット（丸信→レッドキャベツ）があったが閉店している。

### 山陽オートレース場

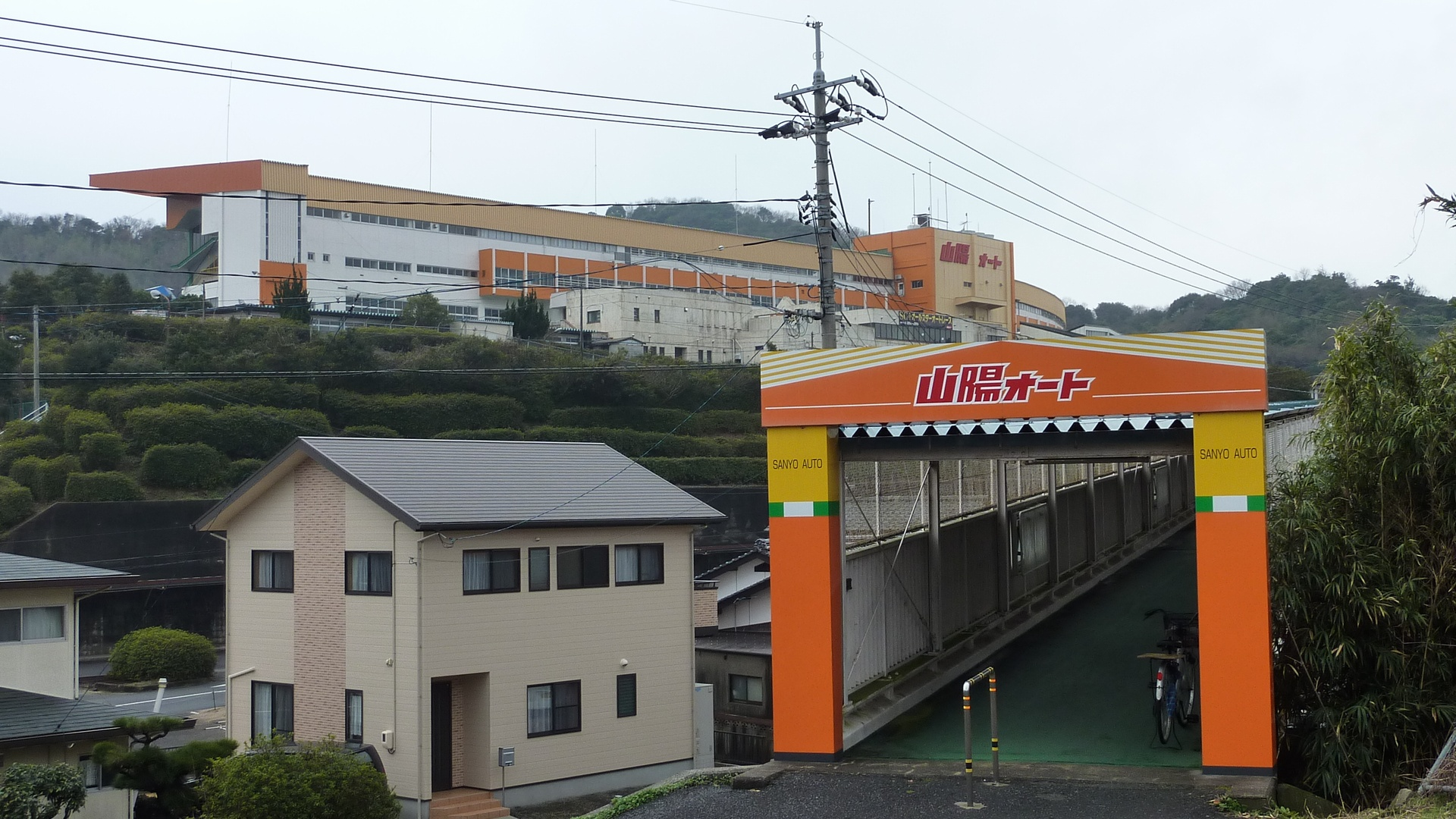
山陽オート

山陽オートレース場は「柳井オートレース場の移設」という形式で、1965年4月10日に埴生字赤松に完成し、レースを開始した。当初は山陽振興が施設を所有していたが、1971年以降は同社の経営権が町に移り、1975年には完全に町営（合併後は市営）となった。
埴生が設置場所として選定された要因としては「下関市、北九州市に最も近く、国道2号沿線であった」ことがあった。話が浮上した1958年当初は埴生字赤子寝（松原）への設置の方向で進めていたが、当時の埴生小学校校舎が至近にあったことから同意が得られず、場所を字小埴生に変更しても同様で、1963年7月に現在地へ変更したところ、ようやく許可が得られることとなった。
1965年8月には、当初の予定地であった松原に観光施設「山陽パーク」が完成したが、1970年代以降、入場者数は減少の一途をたどり、1972年以降遊具を順次撤去し、最終的にはプールとプラネタリウムを残すのみとなって閉園した（これに伴って山陽振興も1977年に解散している）。現在は糸根地区公園として整備されている。
山陽オートレース場の運営により山陽町の財政状況は好転し、昭和40年代には高度経済成長も伴って町内の諸施設が整備された。例として山陽町役場（後の山陽小野田市役所山陽総合事務所）は1967年に竣工し、埴生公民館（埴生支所）も同年完全改築された。町財政を潤した山陽オートレース場であったが、後に収益は悪化。1997年度以降は赤字に転落し、2005年度時点の累積赤字額は10億600万円に上った。このため山陽小野田市は民間委託を決定。2007年以降は運営を日本トーターに委託し収益改善を図ってきた。2014年に日本トーターが収益悪化を理由に撤退し、同年4月よりJPF（日本写真判定から2021年に社名変更）が運営を行っている。2015年頃の売上高は年間70億円前後で推移していたが、ネット投票の普及や重勝式車券、ミッドナイトレースの導入により売上は増加傾向に転じ、2019年度は115億2,490万円、2020年度は2021年2月末時点で157億870万円となっている。

### 鉱業（過去）
埴生地域で鉱業が始められたのは、津布田に赤石炭鉱（後に野上炭鉱と改称）が開鉱した1876年のことである。当時は需要が小さく、津布田炭鉱とともに閉山するが、1932年には埴生炭鉱（津布田炭鉱から改称）が、1937年には生田炭鉱（野上炭鉱から改称）がそれぞれ再開した。上述のとおり、戦時中の人口増は鉱業の盛況によるものが大きかったが、1950年代後半になるとエネルギー革命（石油への転換）により炭鉱業は斜陽化し、1959年5月に生田炭鉱が、埴生炭鉱が1969年4月に閉山された。

## 教育
埴生地域内には2022年度現在、埴生幼稚園、埴生小学校、埴生中学校が所在する（すべて公立）。高等学校はないため周辺地域へ通学することになる。
埴生小学校は2020年度より埴生中学校敷地に併設されており、小中一貫教育を実施している（埴生小中一貫校と通称される）。2021年度までは津布田に津布田小学校が設置されていたが、2014年度以降は複式学級を有しており今後も児童数の漸減傾向が続くとみられることから、2022年度に埴生小学校へ統合された。2021年度時点では埴生小学校は埴生・福田の全域、津布田小学校は津布田の大部分を通学区域としていた。また、国道190号沿い（糸根地区公園と埴生小学校旧校舎の間）に埴生幼稚園がある。
埴生小学校は1873年に開校、当初は津布田・福田に分校を置いていたが、津布田分校は1975年に独立（2022年に閉校）、福田分校は1976年3月に閉校した。1910年より埴生幼稚園の北側（埴生八幡宮跡地）に立地していたが、2020年に埴生中学校敷地内に移転している（詳細は学校記事を参照）。津布田小学校は、埴生小学校の分校として1874年に開校。校区内にあった炭鉱の最盛期（1955年ごろ）には児童数が300を超えたため、独立校とする旨の主張が挙がるようになり、開校から101年後の1975年になって「山陽町立津布田小学校」として正式に独立したが、前述のとおり2022年に閉校した。なお、小学校は埴生・福田・津布田ともに寺子屋が前身である。埴生中学校は6・3制に伴い1947年に開校した、地域内唯一の中学校である。埴生幼稚園は1974年に開園した、市内唯一の公立幼稚園である。
2010年5月1日現在の園児・児童・生徒数は埴生幼稚園が43名、埴生小学校が203名、津布田小学校が69名、埴生中学校が124名であり、1学年あたりの学級数は、埴生中学校および埴生小学校の3年生（2学級）を除き、すべて1学級であった。
社会教育施設としては山陽小野田市役所埴生支所に併設して埴生公民館が、また、津布田に津布田会館が所在する。

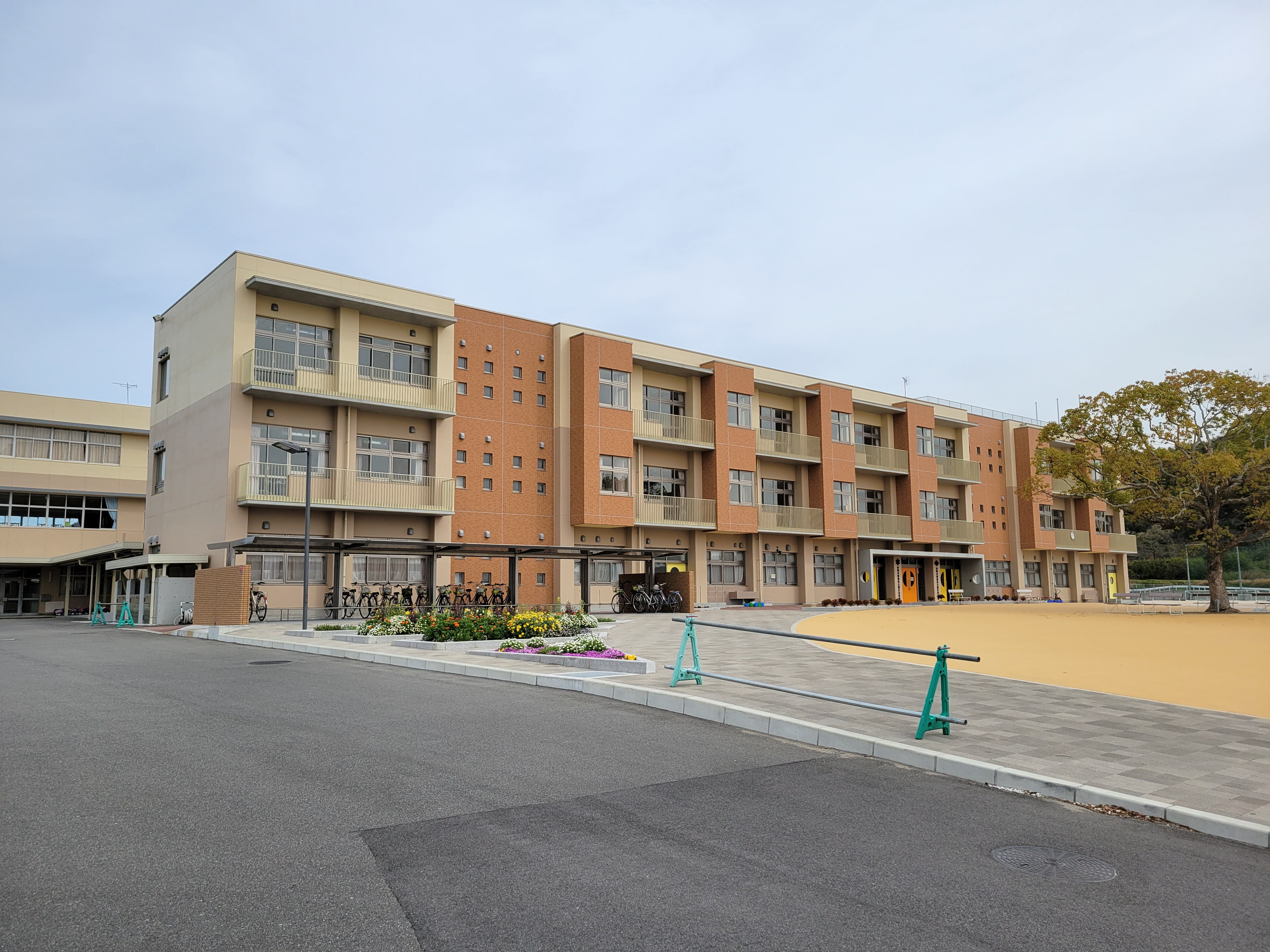
埴生小学校・中学校（2022年4月撮影、埴生280番地）
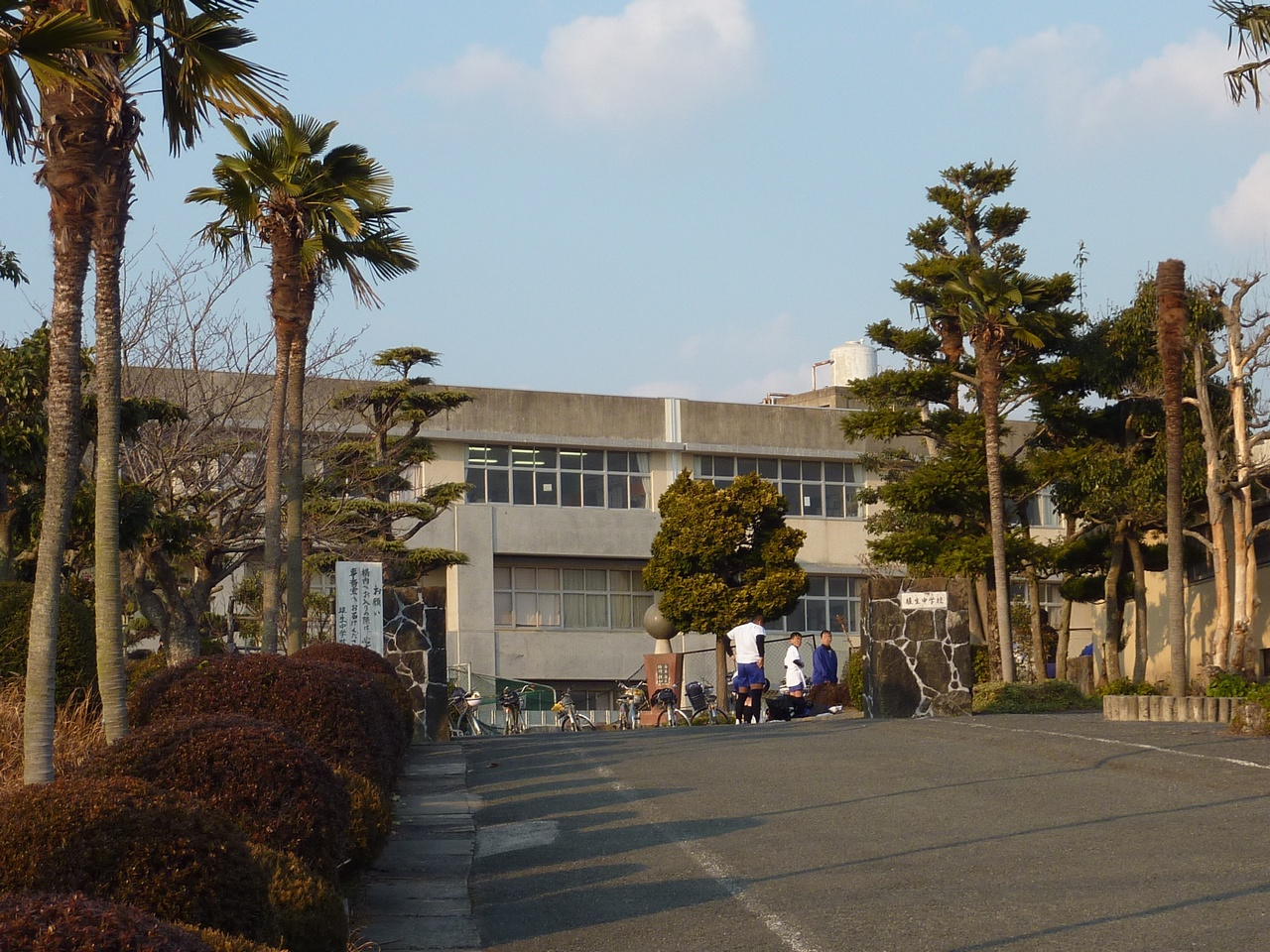
埴生中学校（2011年当時。2020年以降は手前部分に埴生小学校校舎が建設されている。埴生280番地[57]）
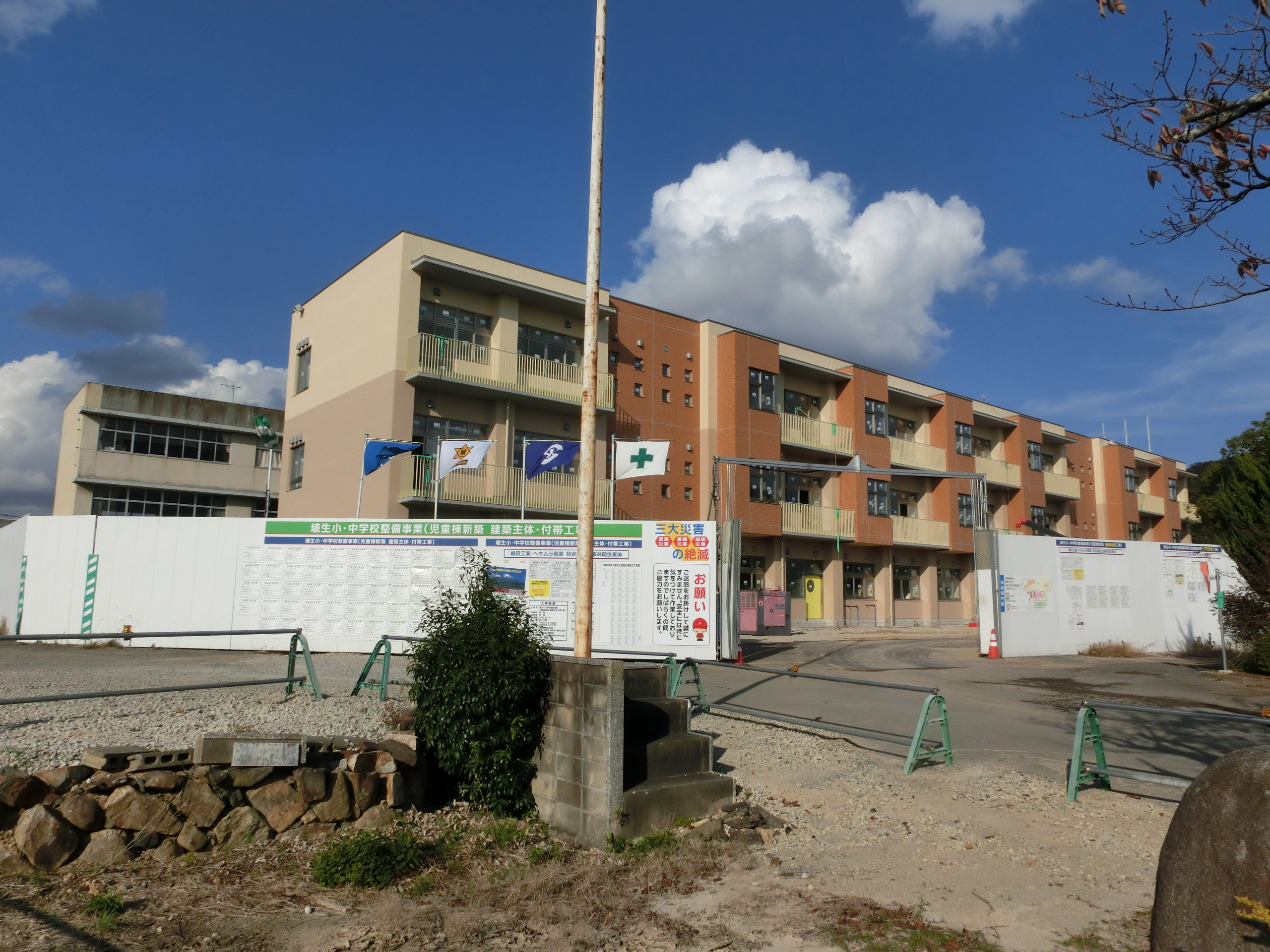
埴生中学校敷地に建設中の埴生小学校校舎（2019年11月撮影）
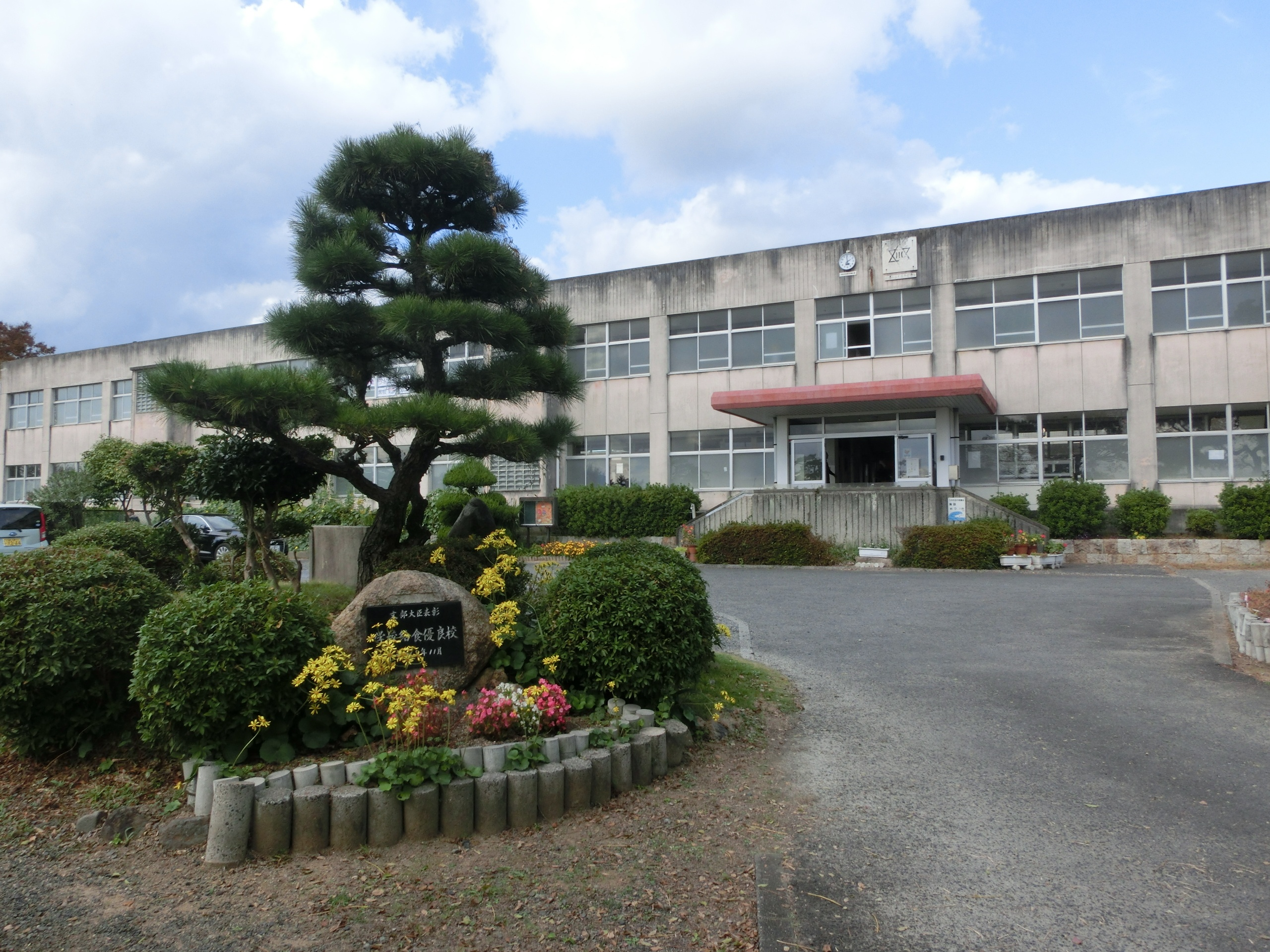
埴生小学校（2020年3月までの旧校舎、埴生1996番地）
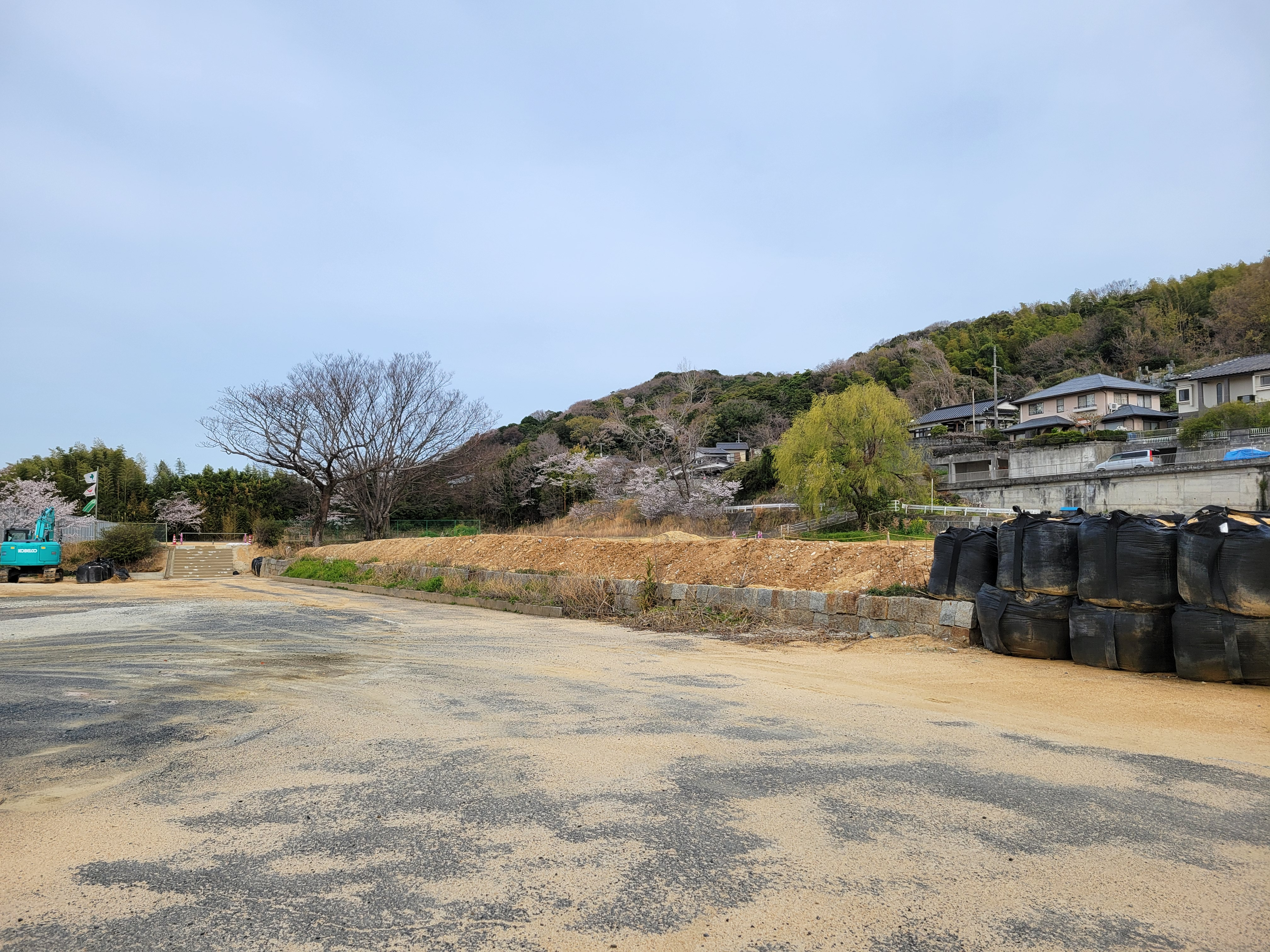
埴生小学校旧校舎跡地（2022年4月撮影）
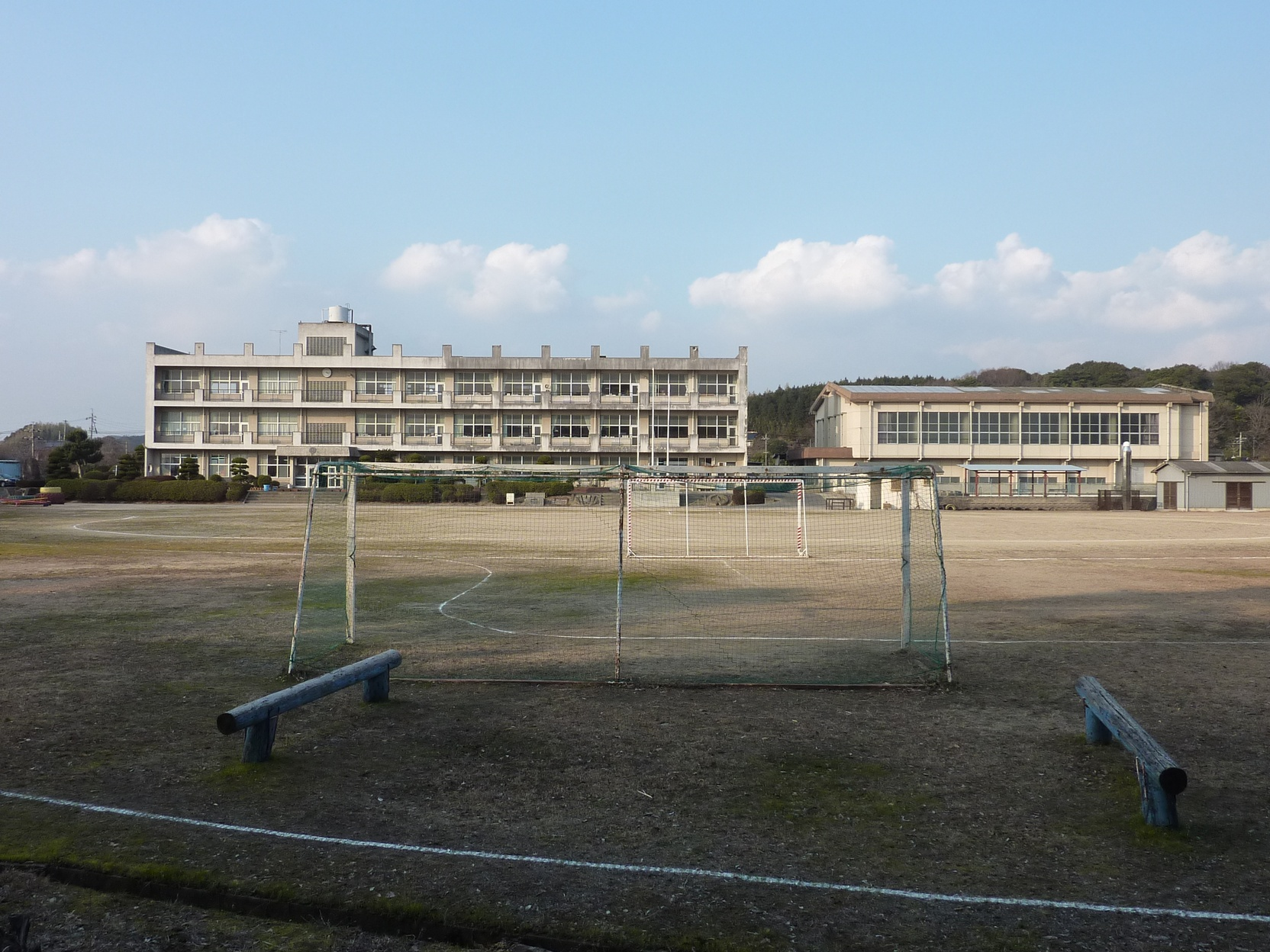
津布田小学校（津布田1028番地の1、2011年撮影）
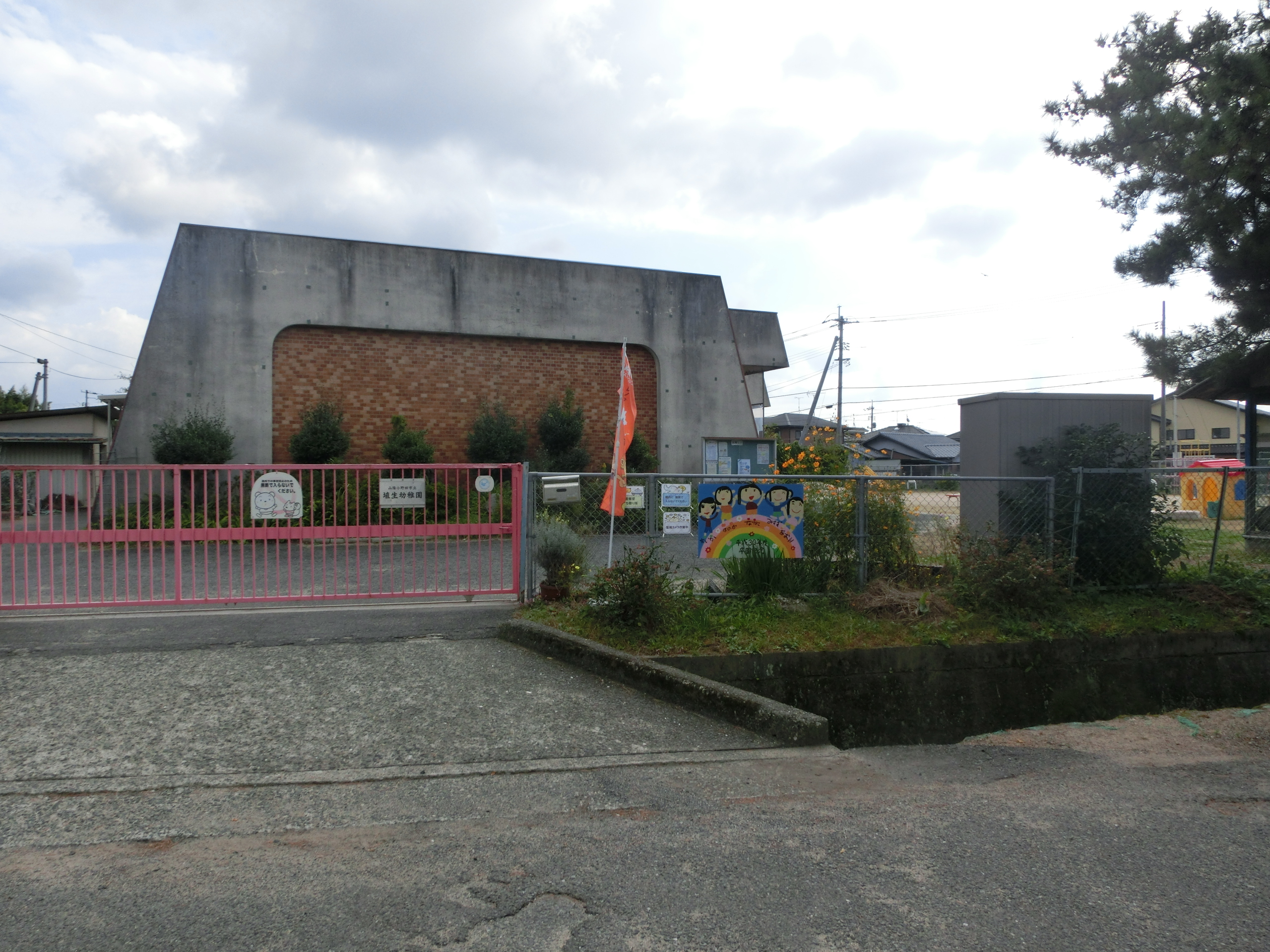
埴生幼稚園（埴生972番地1）

## 福祉
保育園は埴生に2か所、津布田に1か所設置されている。あおい保育園は埴生字下市に、桃太郎保育園は埴生字西側に、津布田保育園は津布田字東郷に所在する。あおい・桃太郎は私立、津布田は公立、3保育園ともに定員は45名である。また小学生のうち下校後に保護者のいない児童を対象とした「児童クラブ」（学童保育を参照）が埴生地区複合施設（埴生小学校隣接地）に設置されている。

## 交通

### 道路

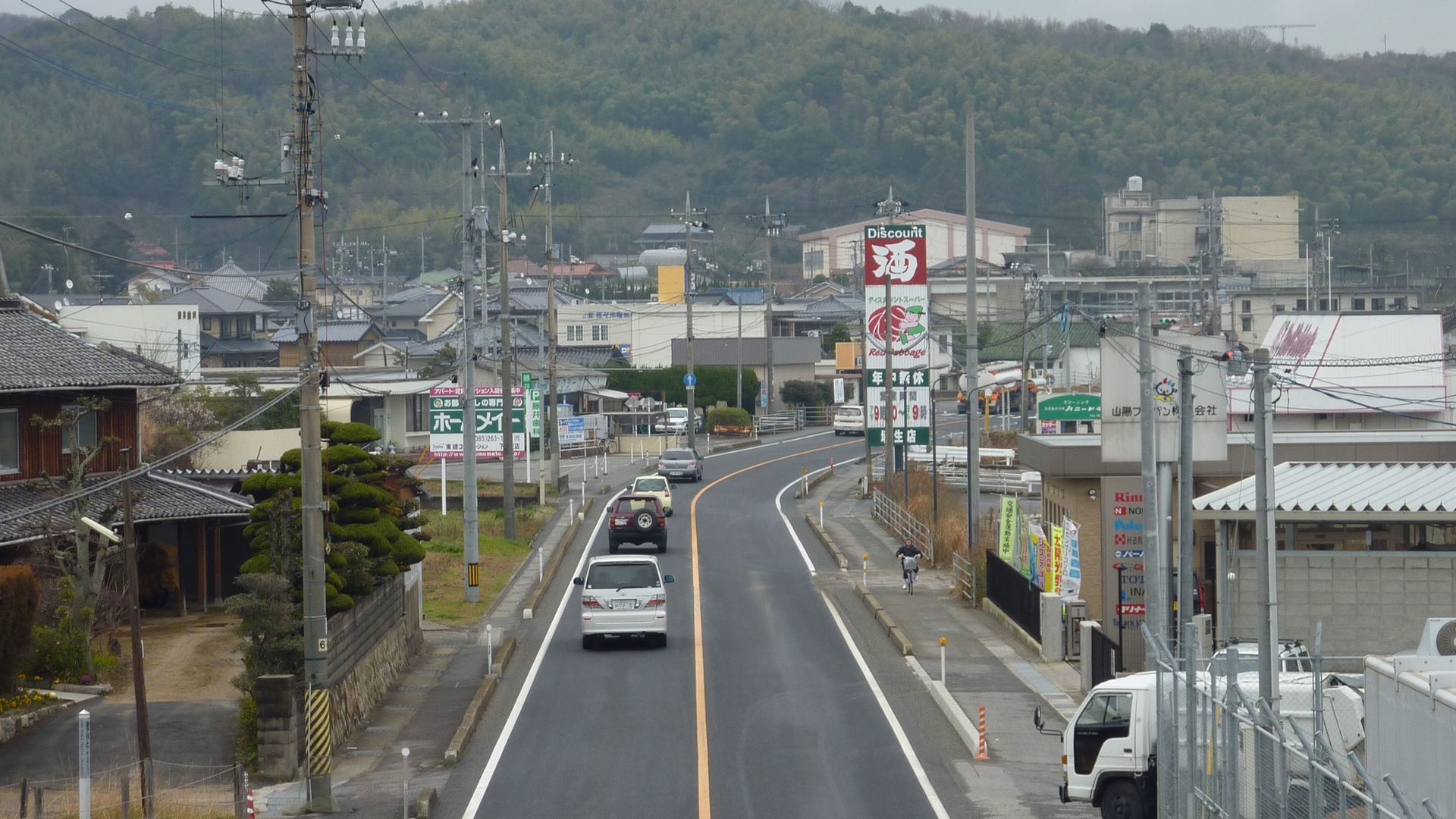
国道190号（旧国道2号）

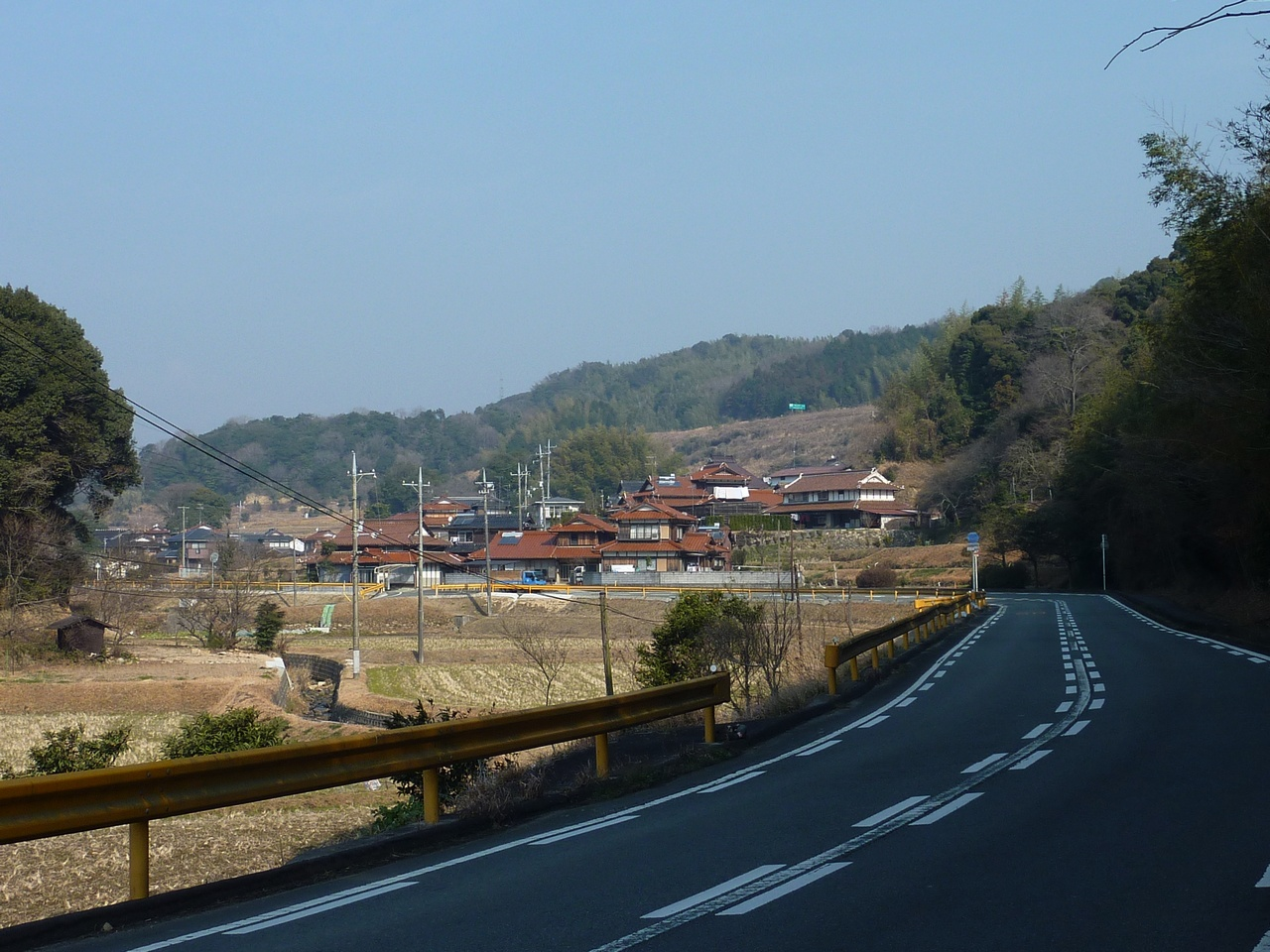
大持集落を通る県道宇賀山陽線（県道260号）

一般国道は地域を東西に貫く国道2号、下関市境付近で国道2号から分岐し埴生の中心集落や津布田を経て宇部・小野田方面に至る国道190号の2路線がある。2路線ともに国が管理する指定区間である。
国道2号は厚狭・埴生バイパスが現道として供用されている。埴生地域内においては談合峠から埴生字中村までが2001年に、埴生字中村から下関市境までが2006年にそれぞれ開通し、2008年の全線開通に伴って従来の路線（旧道）は国道190号・市道談合道上市線となった。2001年の開通区間には山陽自動車道（宇部下関線）埴生インターチェンジが設けられている。高速道路については隣の中国自動車道小月インターチェンジ・美祢西インターチェンジへのアクセスも可能である。
県道は4路線が地域内を通る。埴生停車場線（県道229号）は文字通り、埴生駅と中心集落とを結ぶ。奥万倉山陽線（県道232号）は中心集落から福田を経て、美祢市に至る路線である。宇賀山陽線（県道260号）は中心集落から大持集落を経て、下関市吉田地区・東行庵方面に至る。津布田郡線（県道226号）は津布田の海岸線を通る県道である。
主な市道には、山陽オートレース場利用者向けに整備された、通称「オートバイパス」がある。都市計画道路に指定されている道路はそのほとんどが未改良である。

### 鉄道

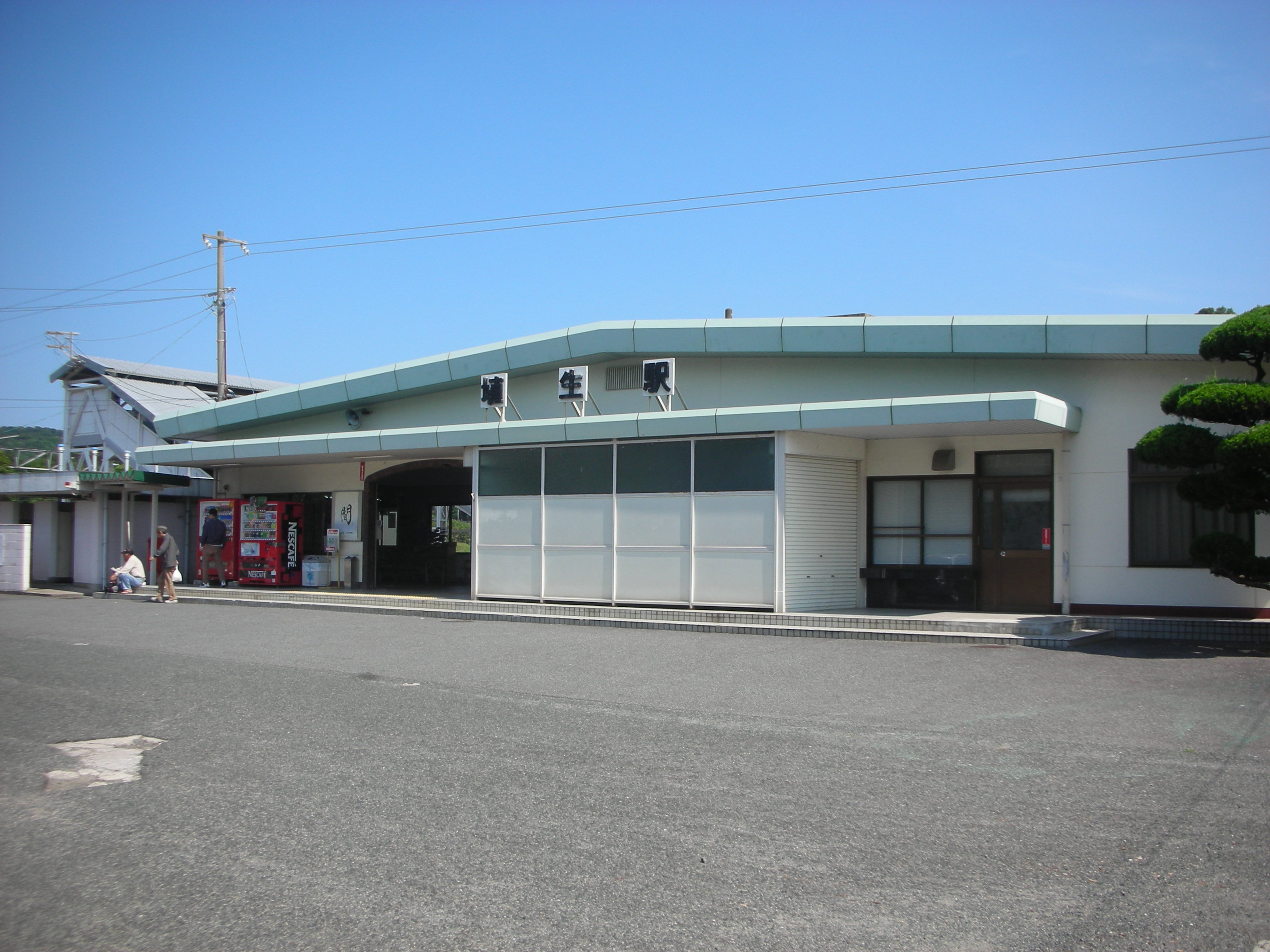
JR埴生駅

1901年に開業した西日本旅客鉄道（JR西日本）山陽本線が通り、埴生駅が埴生字角野に設置されている。中心集落からはやや離れている。2021年10月2日改正時点では上下線ともに日30-31本が停車。平成31/令和元年度（2019年度）における乗員人数は110,057 人、1日平均では301 人であった（その他の年の人数については各年次の山口県統計年鑑もしくは埴生駅の項目を参照） 。山陽新幹線へのアクセスは隣の厚狭駅、もしくは3駅隣の新下関駅により可能である。なお1955年12月には福田停車場（駅）の設置請願が出されたものの、実現には至らなかった。

### バス

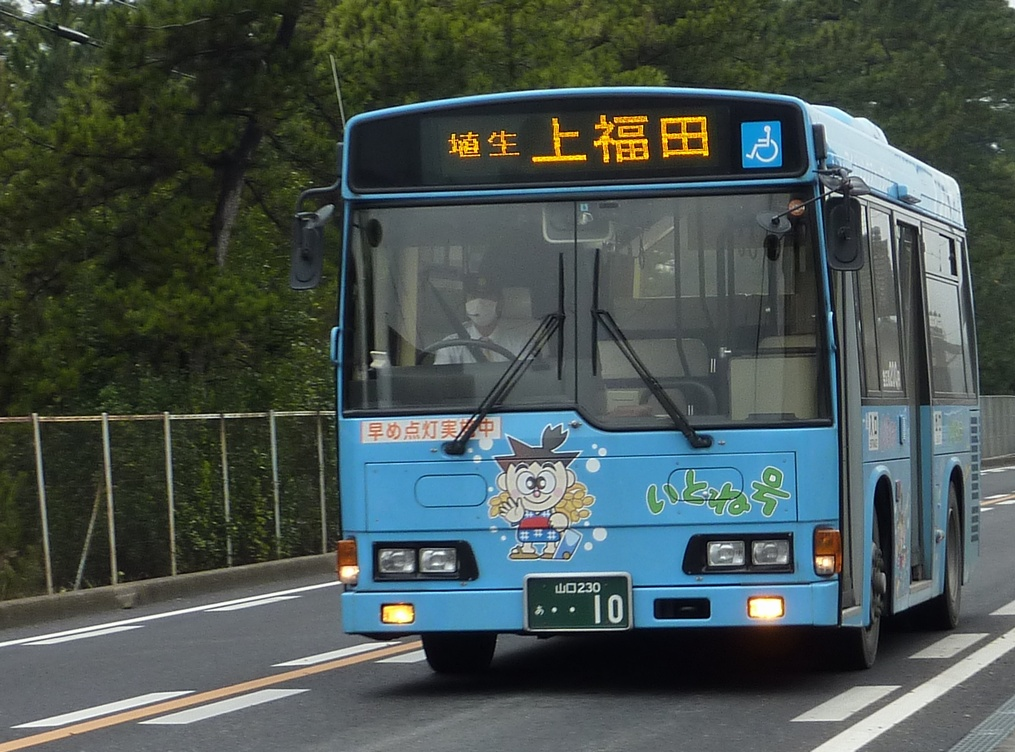
いとね号（船木鉄道、2010年撮影）

下関市を拠点とするサンデン交通によって、下関市と山陽小野田市（おのだサンパーク）を結ぶ「下関 - 小野田線」が国道190号沿いを運行している（2022年10月改正で下関市 - 宇部市間の「国道線」が廃止され、下関 - 小野田間に短縮された）。地域内輸送についてはコミュニティバス「いとね号」「ねたろう号」が船木鉄道により運行されており、「いとね号」は埴生・福田と厚狭地域を、「ねたろう号」は津布田と厚狭地域をそれぞれ結んでいる。
サンデン交通は日14往復（小月駅 - 小野田駅間の本数）、船木鉄道の「いとね号」は日6 - 7往復（福田は平日3本、土日祝の運行なし）、「ねたろう号」は平日2 - 3往復、土日祝2往復が運行されている（サンデン交通と船木鉄道「ねたろう号」は2022年10月、船木鉄道「いとね号」は2021年10月改正時点）。1982年6月時点ではサンデン交通は下関と宇部を結ぶ普通路線30往復に加え、下関と山口を結ぶ急行バスを18往復運行しており、さらに厚狭方面のバスも運行していた。
なお、これとは別に津布田（旧津布田小学校区）から埴生小学校へのスクールバスが運行されている他、過去には山陽オートレース場利用者向けのファンバスも運行されていた。

## 主な公共施設

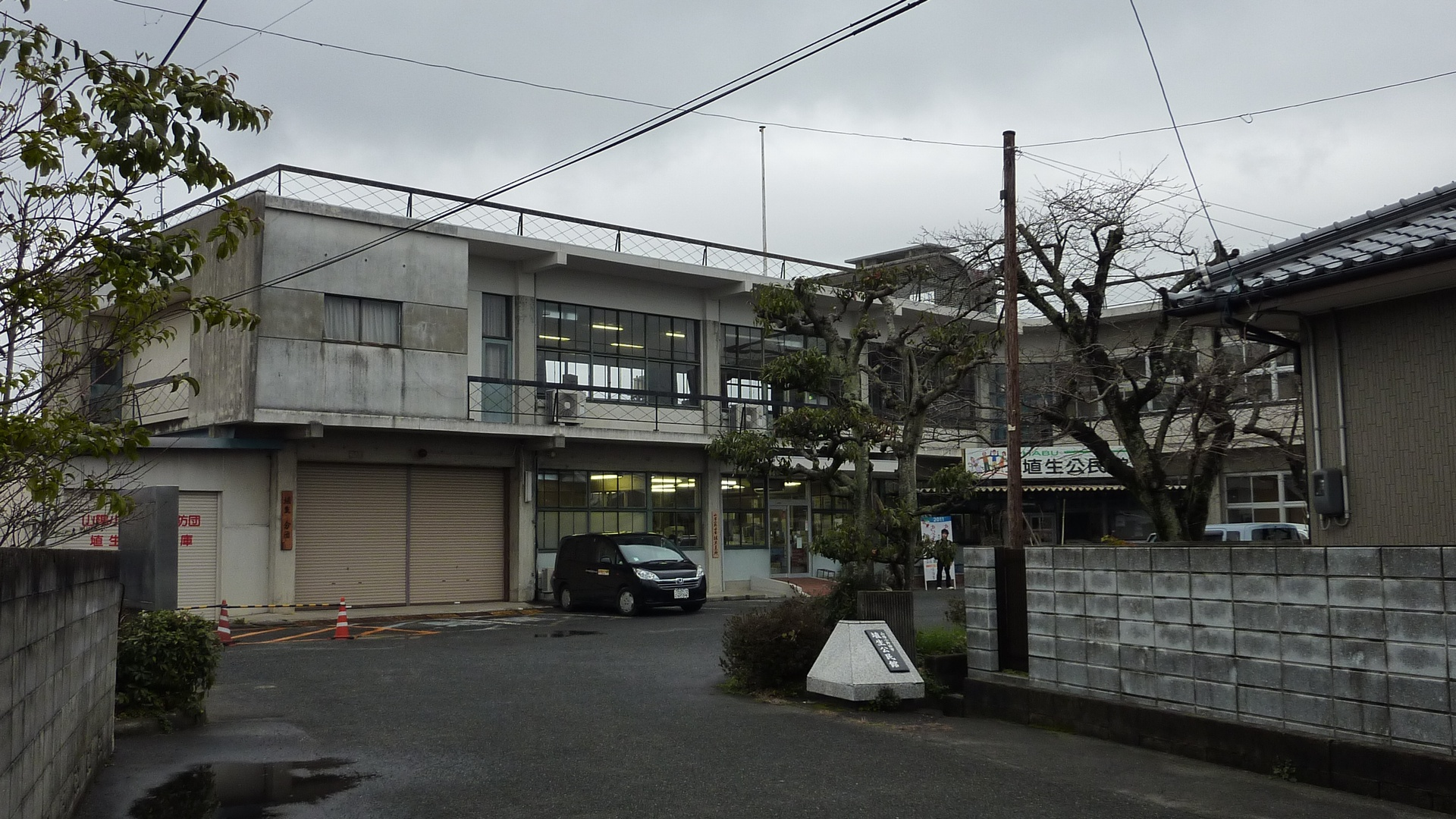
1967年から2020年11月までの山陽小野田市役所埴生支所・埴生公民館（埴生525番地の1。2010年撮影）

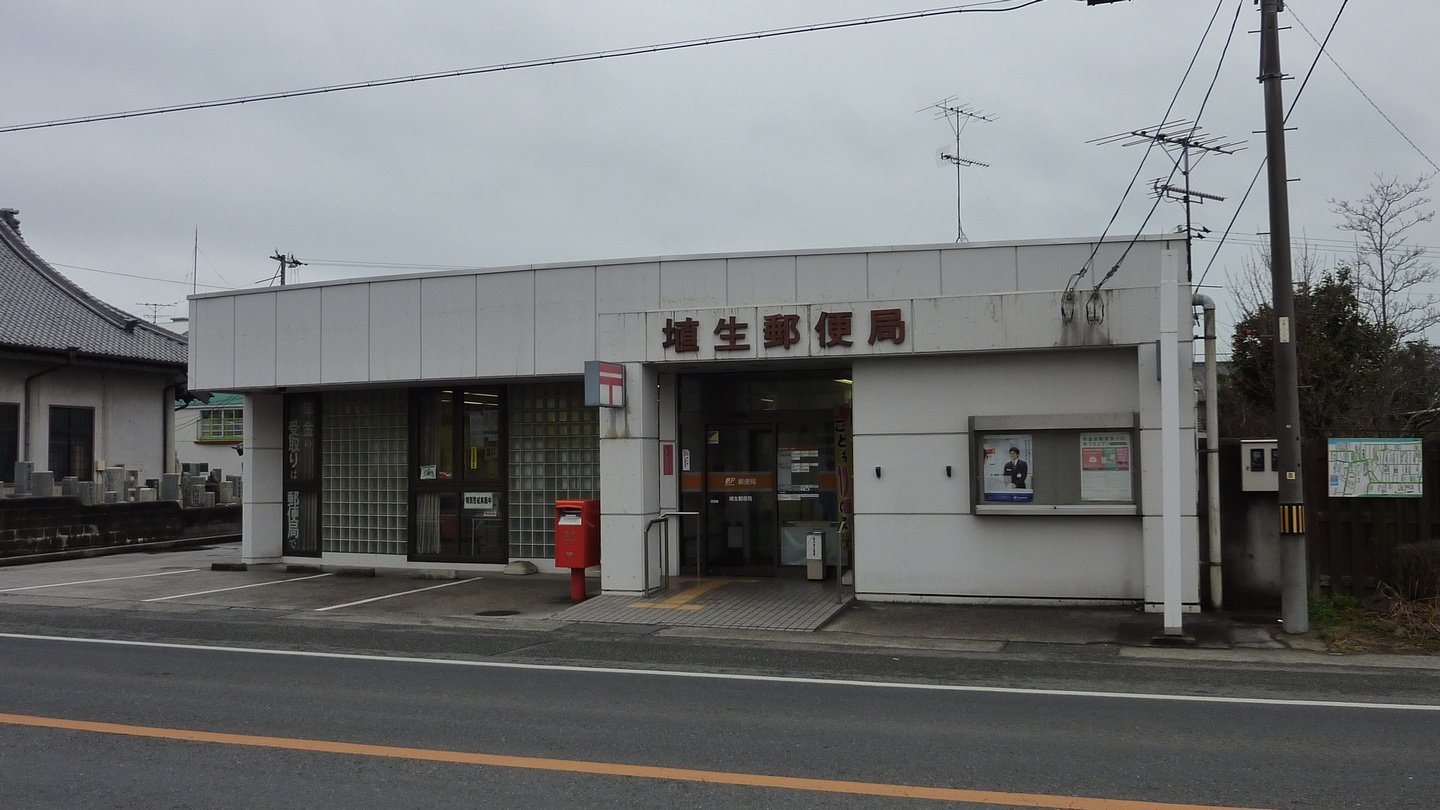
埴生郵便局

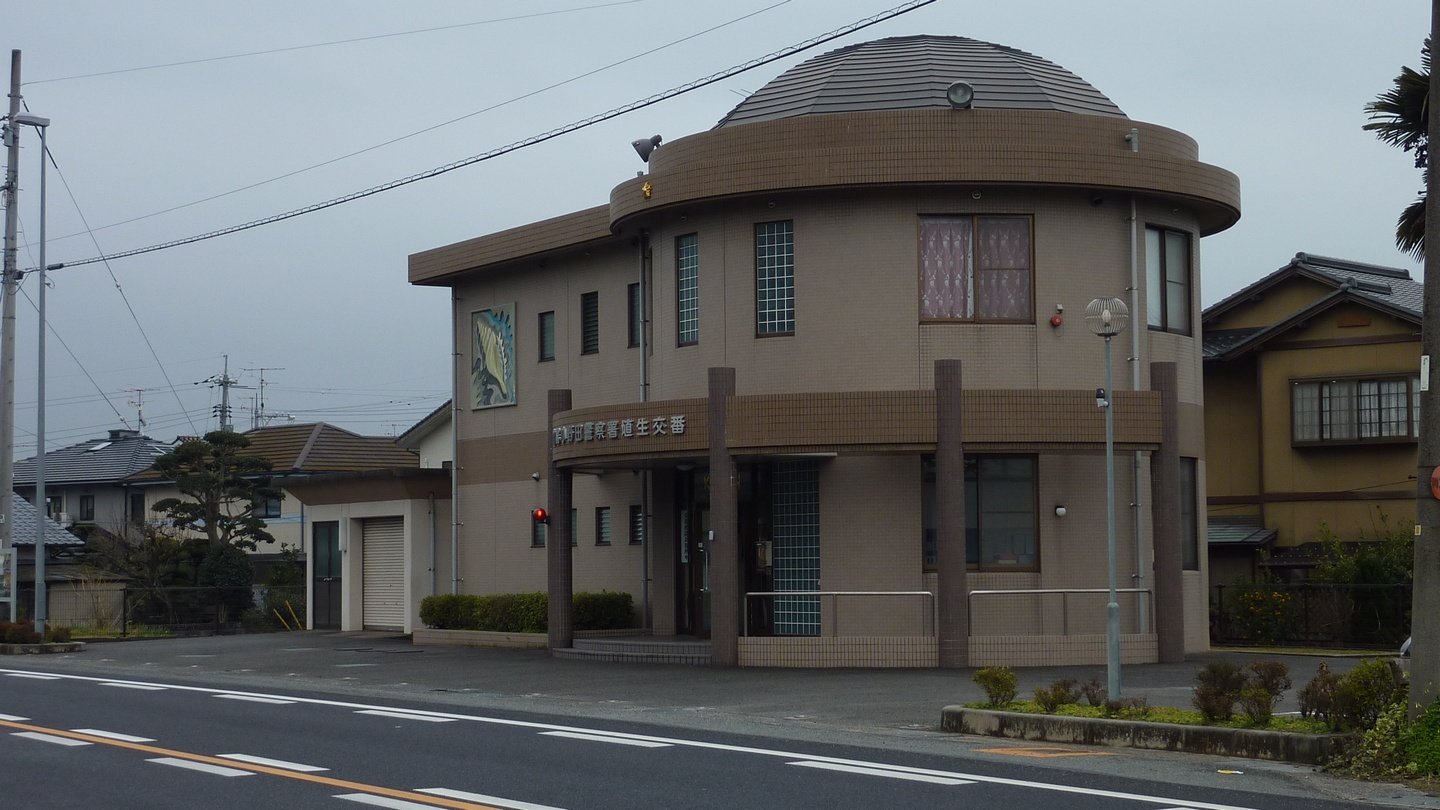
埴生交番

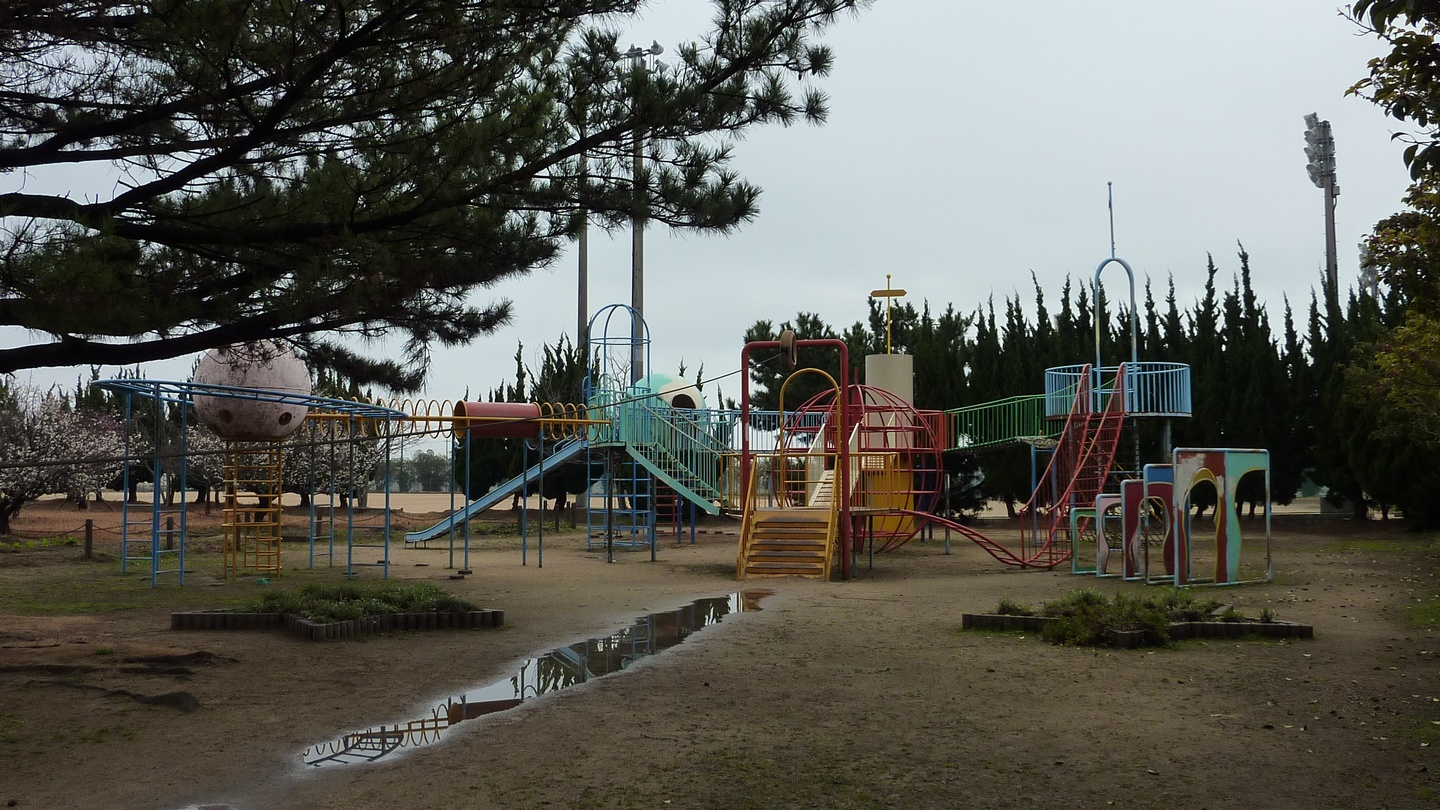
糸根地区公園

埴生地区複合施設
埴生中学校・小学校と国道190号の間の敷地（埴生275番地）に2020年11月24日に開館した平屋建ての施設。山陽小野田市役所埴生支所・埴生地域交流センター（2022年4月に埴生公民館から改称）・児童クラブが入居する。
山陽小野田市役所埴生支所
山陽町時代の1967年2月に改築された埴生公民館内に移転、1階部分の約半分を使用していた。2020年11月に埴生地区複合施設へ移転。
埴生地域交流センター
2022年4月1日に埴生公民館から現名称へ変更。埴生町時代の1952年に小月の陸軍飛行場（現在の海上自衛隊小月航空基地）の施設を買収し開館、1967年に全面改築した。図書室（1948年に開館した「町立徳風図書館」が前身）を併設していた。2020年11月に埴生地区複合施設へ移転。2021年度には文部科学省の第74回優良公民館表彰を受賞している。
山陽清掃工場
山陽町時代の1971年12月に埴生字獄に建設。1963年に山川に完成したじん芥焼却場が山陽新幹線のルートと重なったため、当地へ移転した。老朽化のため2007年12月までに閉鎖され、以後は第2・第4日曜日に開放されている。
埴生郵便局
1874年に開局。1964年3月に現在地へ移転。郵政省時代の1982年当時は、特定郵便局としては例外的に集配を行っていた。現在は厚狭郵便局が集配を行っている。
養護老人ホーム 長生園
1978年3月に山陽町・小野田市・楠町（いずれも当時）の組合立として埴生字西糸根に移転。隣接して「ケアハウスさんよう」（旧 老人福祉センター）、特別養護老人ホームの「サンライフ山陽」が所在する。
宇部・山陽小野田消防局 山陽消防署埴生出張所
山陽町時代の1969年5月に埴生公民館内に設置、1981年4月に埴生字東糸根に移転した。
山陽小野田市消防団
埴生分団・津布田分団が置かれている。埴生分団は山陽町時代にあった4分団を山陽小野田市発足後の2007年4月に統合したもの。それ以前は第9分団→埴生1分団（埴生市街地）、第11分団→埴生2分団（小埴生）、第12分団→埴生3分団（福田）、第13分団→埴生4分団（大持）があった。津布田分団は山陽町時代は第10分団と呼称していた。
山陽小野田警察署 埴生交番・津布田警察官連絡所
埴生・福田・津布田の全域を管轄区域とする埴生交番が設置されている。かつては津布田駐在所が設置されていたが2015年4月1日付で廃止、警察官連絡所となっている。
青年の家
1976年に糸根地区公園（旧 山陽パーク）内に建設。体育館・運動広場・テニスコートなども同年から翌1977年にかけて開設されている。公園そのものは1980年に計画決定され、1982年より供用されている。かつてはこの地に山口県立埴生健民修練所（1944年-1945年）や埴生中学校（1947年開校から1953年の現在地移転まで）があった。
航空自衛隊宇宙監視レーダー
海上自衛隊山陽受信所跡地（埴生インターチェンジの南側）に整備、2023年度に運用開始予定の施設。施設内は無人であり、府中基地（東京都）の宇宙作戦群が遠隔で運用にあたる。
前身となる海上自衛隊山陽受信所は哨戒機P-3C（最寄りの運用部隊は岩国航空基地所属）から送信されるデータの受信施設であったが、衛星を介したデータ送受信へと移行したことから2010年に閉鎖、更地化されていた。

## 寺社

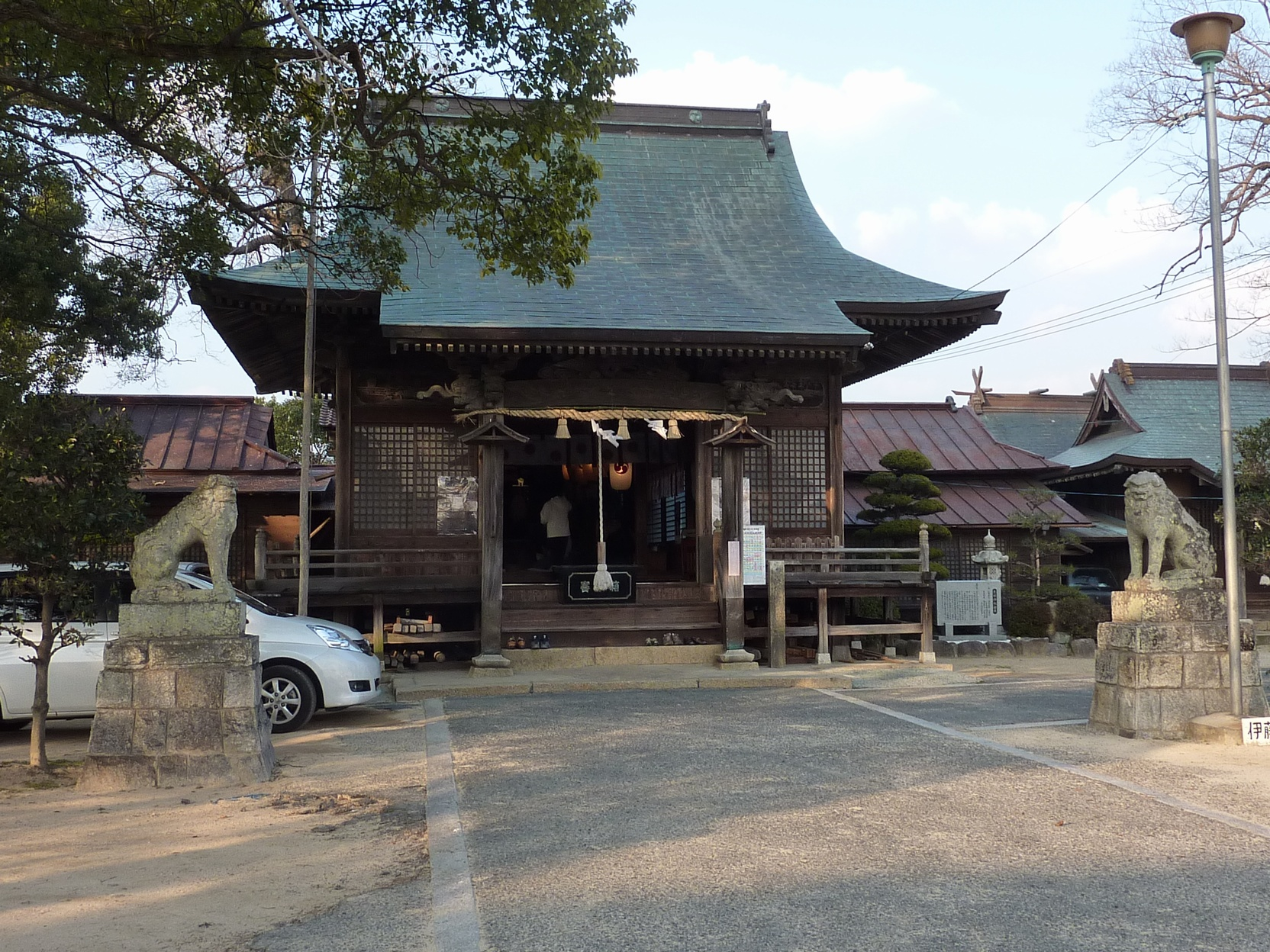
糸根神社

寺院は埴生に専光寺・徳乗寺・西念寺・教蔵寺・妙蓮寺、福田に浄慶寺、津布田に善教寺が所在する（詳細は山陽町史を参照）。専光寺は埴生小学校の創立地でもある。
神社は山陽町史で特筆するものとして、埴生の糸根神社、津布田の八幡宮、福田の福田八幡宮が挙げられている。
糸根神社は江尻にあった埴生八幡宮を1907年に合祀した際に八坂神社から改称したものである。埴生八幡宮跡は1910年10月に糸根尋常高等小学校（後の埴生小学校）となり、2020年まで活用された。その他、大持・小埴生などにも神社がある。

## 文化財
埴生芝居
寛延3年（1750年）にほとんどの民家が焼失した大火を鎮めるために、祇園社に芝居を奉納したことが起源だといわれている。昭和初期ごろまでは盛んに公演された後、次第に衰退しかけていたが、1952年の祇園祭に復活公演が行われ、1957年には山口県の無形文化財に指定された。しかし、後継者不足により再び衰退し、1972年には県指定を解除された。1976年に青年団により再上演されたが、1983年にまたも途絶えた。25年後の2008年になって埴生ふるさとづくり協議会が主体となって復活、2011年も上演された。
平松古墳群
津布田字柱ヶ迫の海岸から約100mのところに古墳時代後期の円墳が2基築造されている。市の史跡。この他、埴生地域には道田、高山にも古墳が築造されていた。

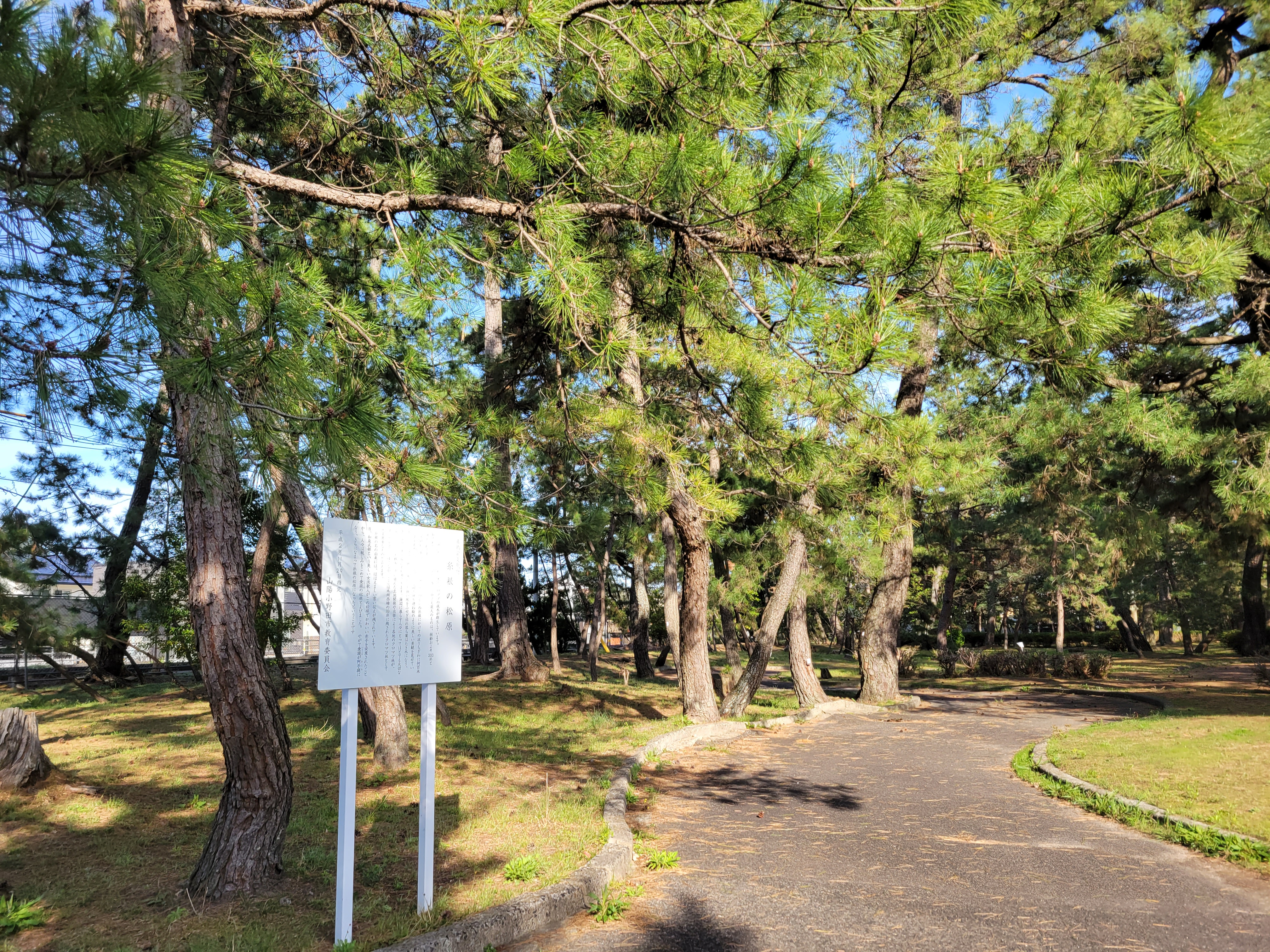
糸根の松原
糸根地区公園の国道190号沿いにあるクロマツ林。干拓前は海岸線上にあり、防風林として植樹されたもの。市の天然記念物。

## 和泉式部伝説

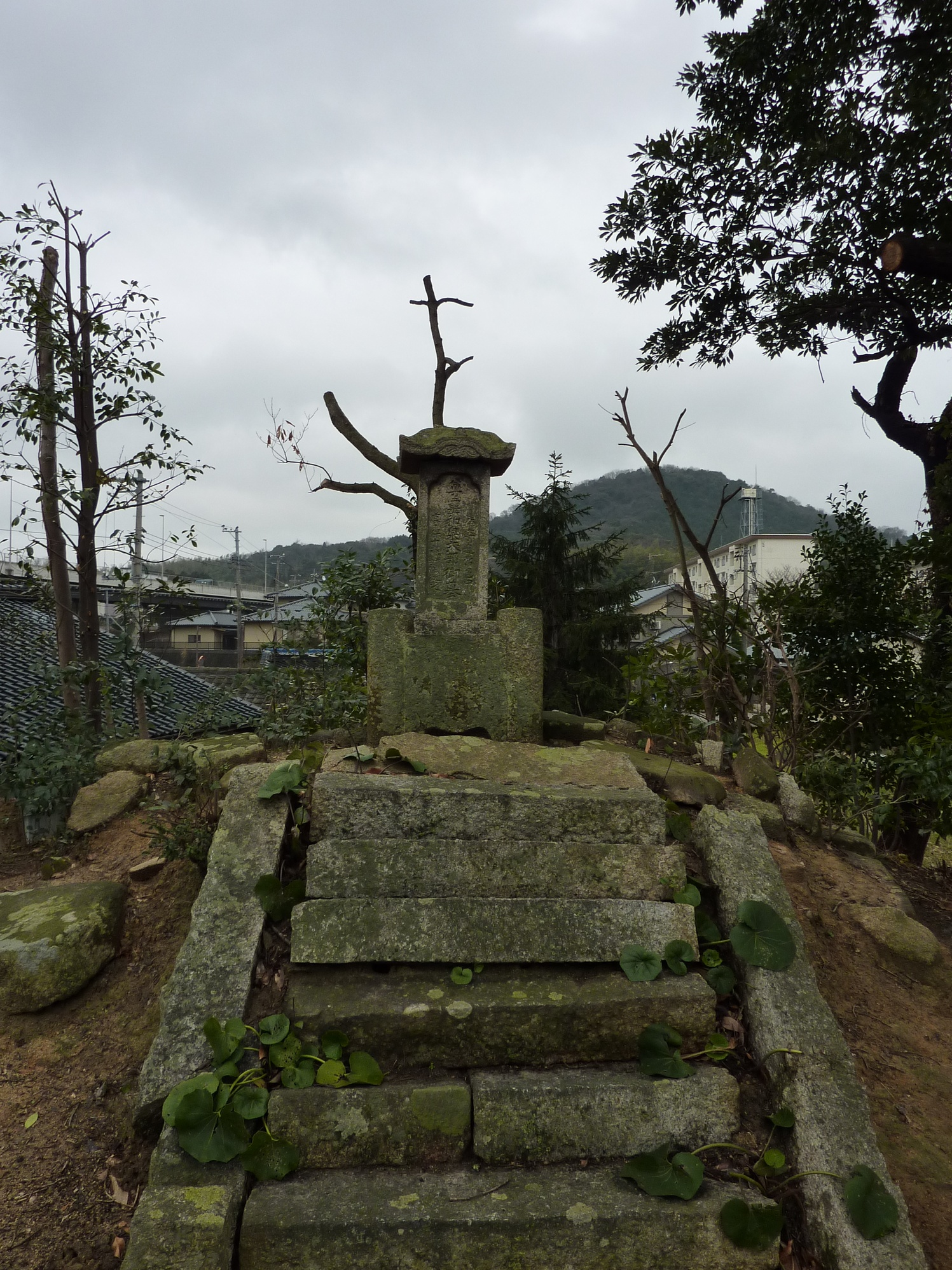
和泉式部の墓

埴生字西糸根に「和泉式部の墓」といわれる丘がある。国内では十数か所が和泉式部の墓と伝えられるが、埴生においては「小式部内侍を埴生の糸根の松原でお産みになった」とか「和泉式部が当地で亡くなり、地元の者が石塔を建てた」という伝説に仕立て上げられている。

## イベント
山陽商工会議所の公式ウェブサイトも参照。
埴生潮干狩り大会
5月に開催。
埴生ぎおん祭り
7月下旬に糸根神社で開催。神輿が街を練り歩き「埴生ふるさと夏まつり」が境内で行われる。
お祝い夢花火
10月下旬に「山陽小野田市民まつり」の前夜祭として埴生漁港にて開催。1997年に「まつり山陽」（現在の厚狭天神秋まつり）の前夜祭として開始、2006年より現行の「山陽小野田市民まつり」での開催となっている。